# ハンセン病
ハンセン病（ハンセンびょう、Hansen’s disease, leprosy）は、抗酸菌の一種である癩（らい）菌 (Mycobacterium leprae) の皮膚のマクロファージ内寄生および末梢神経細胞内寄生によって引き起こされる感染症である。
病名は、1873年に癩菌を発見したノルウェーの医師、アルマウェル・ハンセンに由来する。日本では長年「癩（らい）」「癩病」「らい病」とも呼ばれていたが、それらを差別的に感じる者も多く、歴史的な文脈以外での使用は避けられるのが一般的である。その理由は、かつて医療や病気への理解が乏しい時代に、その外見や感染への恐怖心などから、患者への過剰な差別が生じた時に使われた呼称のためである。
感染経路は、癩菌の経鼻・経気道よりのものが主であるが、他系統も存在する（感染経路の項にて後述）。癩菌の感染力は非常に低く、治療法も確立した現状では重篤な後遺症を残すことや感染源になることはないものの、適切な治療を受けない・受けられない場合、皮膚に重度の病変が生じ、他者への二次感染を生じることもある。
2018年の世界保健機関 (WHO) による統計では、世界におけるハンセン病の新規患者総数は、年間約21万人である。一方で、日本の新規患者数は年間で0 - 1人に抑制され、現在では極めて稀な疾病となっている。ハンセン病はWHOにより「顧みられない熱帯病 (NTDs)」に指定されている。

## 呼称

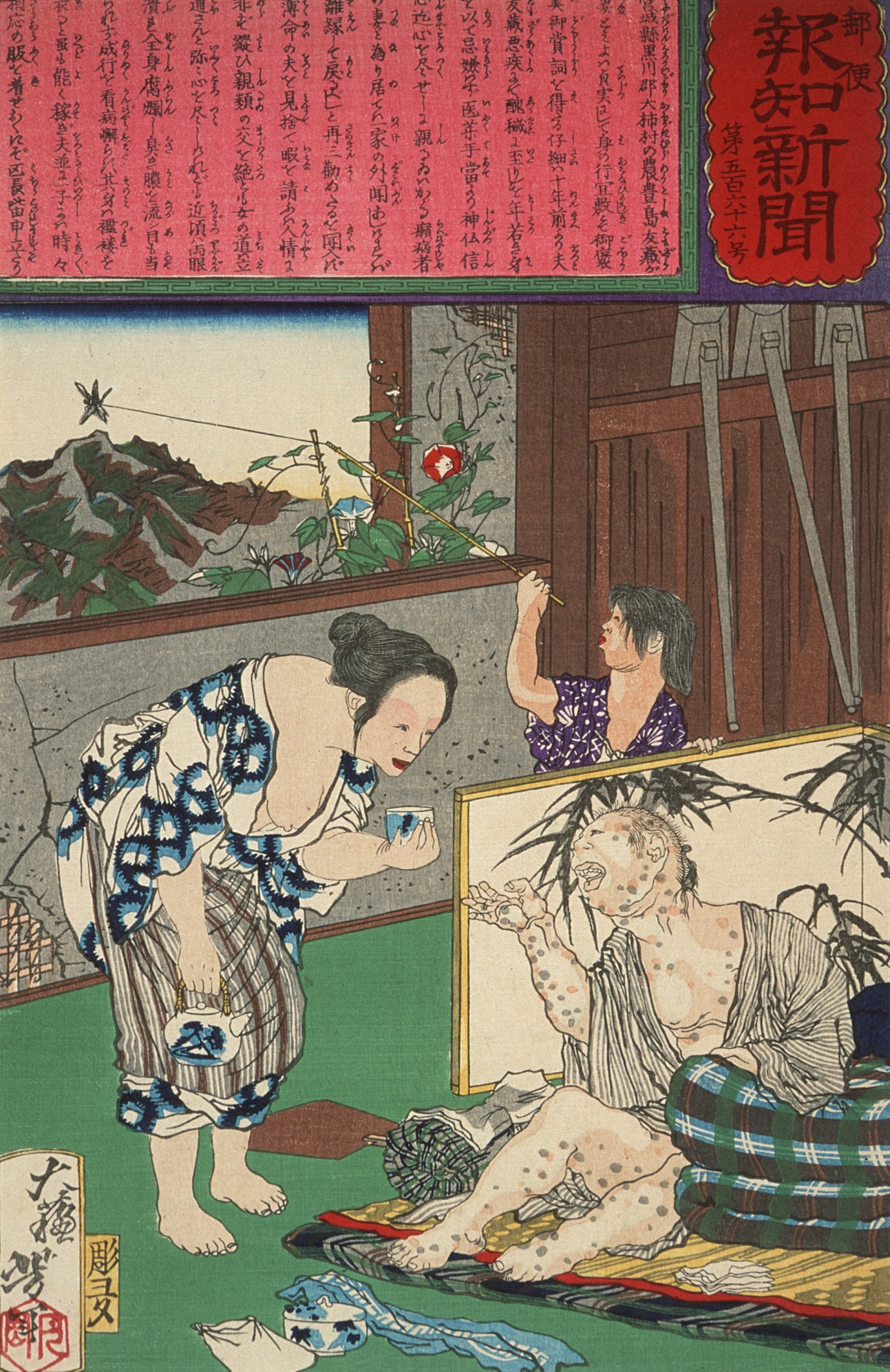
癩病を患った夫と看病する妻を描いた月岡芳年の浮世絵。周囲から離婚を勧められても夫を見捨てることなく一家を支える妻に対して褒美が出たことを報じている。『郵便報知新聞』1875年

ハンセン病は古くから世界の各地に存在していた病気で、多くの古文書や宗教にハンセン病を思わせる記述が残されている。ただし、古文書に登場するleprosy、癩病と呼ばれたものはハンセン病以外の病気も含む可能性があることや、古文書でのleprosyやレプラの記述の意味を確認することは容易でなく、ハンセン病の起源、歴史の研究を難しくする要因となっている。
日本では「癩（らい）病」、「ハンセン病」の両方の呼称がある（それ以前には「ハンセン氏病」の表記もあった。下記も参照されたい。）。上述したとおり、公的な場での前者の使用は忌避される傾向がある。近代以前の「癩（病）」は一つの独立した「ハンセン病」という疾患以外の病気も含む概念であり、断りを併記して使用されることがある。
英語圏では leprosy, Hansen’s disease の両方が使用される。患者は leper（癩者）とも呼ばれるが、1953年に開催された第6回国際癩会議では、患者は leprosy patient と呼ぶことが推奨された。
従来、癩療養所は「レプロサリウム、Leprosarium」と呼ばれたが、「サナトリウム、sanatorium」の方がより一般的である。
以下に、ハンセン病の主な別称を概観する。

### 西洋における呼称と歴史
英語の「leprosy」や近代西洋語の同等の語、また日本語の「レプラ」は、古代ギリシア語で「λέπρα（leprā）」、ないしはその借用語であるラテン語の「lepra」に由来するが、その語史は次のように辿ることができる。「λέπος（lepos）皮・鱗」→「λεπερός（leperos）皮・鱗を持った〜」→「λεπρός（lepros）鱗状の〜、かさぶた状の〜、レプラの〜」→ その女性形「λέπρα（leprā）」。この語の意味を巡っては議論が絶えない。少なくとも古代ギリシアにおいては、語源に見えるように「皮膚が鱗状・かさぶた状になる症状群」を指し、乾癬や湿疹など幅広い皮膚疾患がこの名で呼ばれていた。ハンセン病の症状を含んでいたかどうかについては諸説ある。紀元前5〜4世紀の古い使用例として、ヘロドトス『歴史』〈1巻138節〉、アリストファネス『アカルナイの人々』〈724行〉などがあり、またヒポクラテス集成の中では『予知論 II』〈43章〉などがある。
アリストテレスが「サテュリア」と呼んだものは、ハンセン病であったかもしれない。また、エフェソスのルフスによれば、ギリシアの医者エラシストラトスの弟子ストラトンが「カコキミア」と呼んだものは「象皮病」（後述）であったというが、いずれの場合もはっきりしない。
やや時代を下り、紀元前1世紀ころから、ギリシア語ないしはラテン語で「象 ἐλεφας , elephas」または「象皮病 ἐλεφαντίασις , elephantiasis」と呼ばれていたものは、おそらくハンセン病であったと考えられている。

### 聖書のツァラアトの日本語訳
七十人訳聖書（ギリシア語訳の旧約聖書）では、皮膚上の「צָרַעַת ツァーラアト」（レビ記13-14章 他）に対し、λέπρα の訳語を与えている。ヘブル語の「ツァーラアト」もまた、具体的にどういった病気を指していたのかは特定困難であるが、レビ記13章の記述では「体毛や皮膚の白変、肉がくぼんだりくずれたりする、そして患部が広がっていく。」というような症例が人間に対してのツァーラアトで、これ以外に無生物（布・皮革など、他に14章にも「家屋」に対する説明もある。）に対するツァーラアトの例もあり、こちらは「赤や緑の染みが放置すると拡大していったり、洗濯してもおちない。」といった症例になっている。
日本聖書協会の発行する『文語訳聖書』で「癩病」、『口語訳聖書』や『共同訳聖書』でも「らい病」と訳されているが、聖書の2002年版以降のもの、および『新共同訳聖書』では、別の日本語に翻訳し直して対応している。旧約聖書『レビ記』13章の無生物に対するものは衣服につくカビと解釈して「悪性のかび」などとしたが、ほかは、ほぼすべて「重い皮膚病」とした。
国立療養所長島愛生園長島曙教会牧師大嶋得雄らは、この「重い皮膚病」を不適訳で、真実・愛・真心のある訳でないものであって聖書が差別 偏見を与えるものとなり、社会に悪影響を及ぼすとして不買を求めている
。
2018年に刊行された『聖書協会共同訳聖書』では「規定の病」（律法で規定された病の意味）に変更された。
いのちのことば社の発行する『新改訳聖書』第三版では「ツァラアト」と日本語に翻訳した。元来、旧約聖書の原典に用いられたとみられるヘブル語であるが、原典がギリシヤ語である新約聖書での日本語訳版もこれに統一されている。
キリスト教会以外では、ものみの塔聖書冊子協会の発行する『新世界訳聖書』1985年版が「らい病」「らい病人」などとしていたが、聖書の中で「らい病」と訳されている原語（ヘブライ語のツァーラアト、ギリシャ語のレプラ）が、今日のハンセン病に限定されていないことから、マタイによる福音書分冊や2019年改訂版では「重い皮膚病」に改められている。

### 日本の古い呼称
奈良時代に成立した『日本書紀』、「令義解」には、それぞれ「白癩（びゃくらい・しらはたけ）」という言葉が出ており、現在のハンセン病ではないかとされている。「令義解」には「悪疾所謂白癩、此病有虫食五臓。或眉睫堕落或鼻柱崩壊、或語声嘶変或支節解落也、亦能注染於傍人。故不可与人同床也。」と極めて具体的な症状が書かれており、これが解釈の根拠になっている。この解釈が正しいとすると、これが世界最古の感染症に関する記述となる。ただし、ハンセン病以外の皮膚病を含んでいるという可能性も指摘されている。
鎌倉時代になると、漢語由来の「癩（らい）」や「癩病」が使われるようになった。
江戸時代になると、やまとことばで「乞食」を意味する「かったい（かたい）」という言葉も使用されるようになった。この言葉は、一般には江戸時代まで使われたが、第二次世界大戦後まで使用された地域もあった。方言としては「ドス」、「ナリ」、「クサレ」、「ヤブ」などの蔑称も使用された。沖縄においてハンセン病、或いは患者は「クンキャ」と呼ばれ、忌避される存在だった。
昭和時代に入ると、ドイツ語またはラテン語である「lepra（レプラ）」の言い換え語として、片仮名表記のレプラという言葉も使用された。「レプラ」は島木健作や織田作之助の作品などに散見される。また、日本癩学会が発行する機関誌名にも使用された。

### Hansen’s disease（ハンセン病）への改称
1873年にアルマウェル・ハンセンが癩菌を発見したことにより、「Hansen’s disease, HD」という名称が使われるようになった。1931年のマニラの国際会議における発言をきっかけとして、アメリカ合衆国のカーヴィル療養所入所者が発行している「The Star」誌（1941年創刊）を中心に活動が行われた。1946年にスタンレー・スタインが癩諮問委員会に提言したが受け入れられず、1952年にアメリカ医師会が「leprosy」を「Hansen’s disease」に変更することで改名が実現した。
日本でも、療養所入所者を中心に「癩病」から「ハンゼン氏病」への改名の動きが現れた。当初の名称が「ハンゼン氏病」と濁音表記になっているのはドイツ語訳の影響である。1953年（昭和28年）2月1日に「全国国立癩療養所患者協議会（全癩患協）」は「全国国立ハンゼン氏病療養所患者協議会（全患協）」に改称した。しかし厚生省はその後も「癩」を平仮名の「らい」に変更するのみにとどまり、専門学会も「日本らい学会」と呼ばれ「らい」が使用され続けた。その一方で、大阪皮膚病研究会や、那覇や宮古島のハンセン病外来施設である皮膚科診療所などでは、「癩病」の使用は忌避された。1959年（昭和34年）に全患協はより一般的な英語読みの「ハンセン氏病」に改称し、さらに1983年（昭和58年）には、「氏」を削除して「ハンセン病」へと改称した。1996年（平成8年）のらい予防法廃止後は、官民ともに「ハンセン病」が正式な用語となり、「日本らい学会」も「日本ハンセン病学会」に改称された。

## ハンセン病の原因

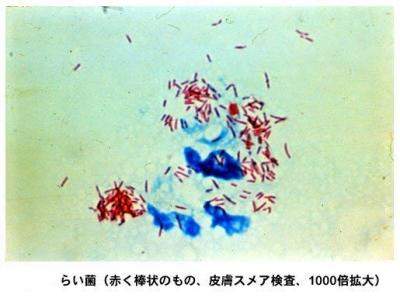
抗酸菌染色の像。らい菌は赤色に染色されている

### らい菌について
らい菌のヒト以外の自然感染例には、3種のサル（チンパンジー、カニクイザル、スーティーマンガベイ）とココノオビアルマジロがある。アルマジロは正常体温が30〜35℃と低体温であり、らい菌に対し極めて高い感受性があるとされている。
1971年にらい菌に対する感受性があることが明らかになって以降、ココノオビアルマジロはハンセン病の研究に用いられてきたが、1976年、突然変異により胸腺を欠いて免疫機能不全に陥ったヌードマウスに感染・発症することが明らかになり、現在の研究は主に当該マウスで行われるようになった。

### 感染源
感染源は、菌を大量に排出するハンセン病患者（特に多菌型、LL型）である。ただし、ハンセン病治療薬の1つであるリファンピシンで治療されている患者は感染源にはならない。
昆虫、特に蝿にらい菌が感染して、ヒトにベクター感染することもあるため、昆虫も感染源になり得るという報告がある。ゴキブリによる結核菌の移動実験により証明されたという報告もあるが、否定的な意見も多い。
その他、ルイジアナ、アーカンソー、ミシシッピ、テキサスの低地のココノオビアルマジロかららい菌が検出されており、アルマジロから人間に感染するルートの検討や、自然界、特に川などに存在するらい菌が経鼻感染にて感染するルートの検討もある。

### 感染経路
感染は、未治療のらい菌保有者（特に菌を大量に排出する多菌型、LL型患者）の鼻汁や組織浸出液を感染源とするルートが主流となっている。ヌードマウスに菌のスプレーを与えた動物実験により確認された。飛沫感染（droplet infection）とも呼ばれる。また、経鼻・経気道感染とは別に接触感染のルートも存在する。傷のある皮膚（英: abraded skin）経由説と呼ばれ、刺青部や外傷部に癩の病巣ができる病例より証明されている。
前述したとおり、その他の感染経路として昆虫からのベクター感染の経路の研究もあるが、否定的な意見も多い。

### 伝染力
たとえ菌を大量に排出するハンセン病患者（特にLL型）と接触しても、高頻度に感染が成立する訳ではない。濃密な感染環境下に置かれる等の特殊な条件が必要であり、感染力は非常に低い。らい菌と接触する人の95%は、自然免疫で感染・発症を防御できるためである。感染時期は小児が多く、大人から大人への感染及び発病は、極めて稀である。
患者から医療関係者への伝染に関しては、一般的に「医療関係者に伝染発病した事実はない」と言われている。ただし、流行地で幼児期を過ごした人であれば発病する可能性がゼロではないこと、実際に患者に接触して感染した医師や神父（ダミアン神父など）も存在することを考慮する必要がある。

### 潜伏期間
感染してから発症するまでの潜伏期間は長く、3〜5年とされているが、10年から数十年に及ぶ例もある。

### らい菌発見の経緯

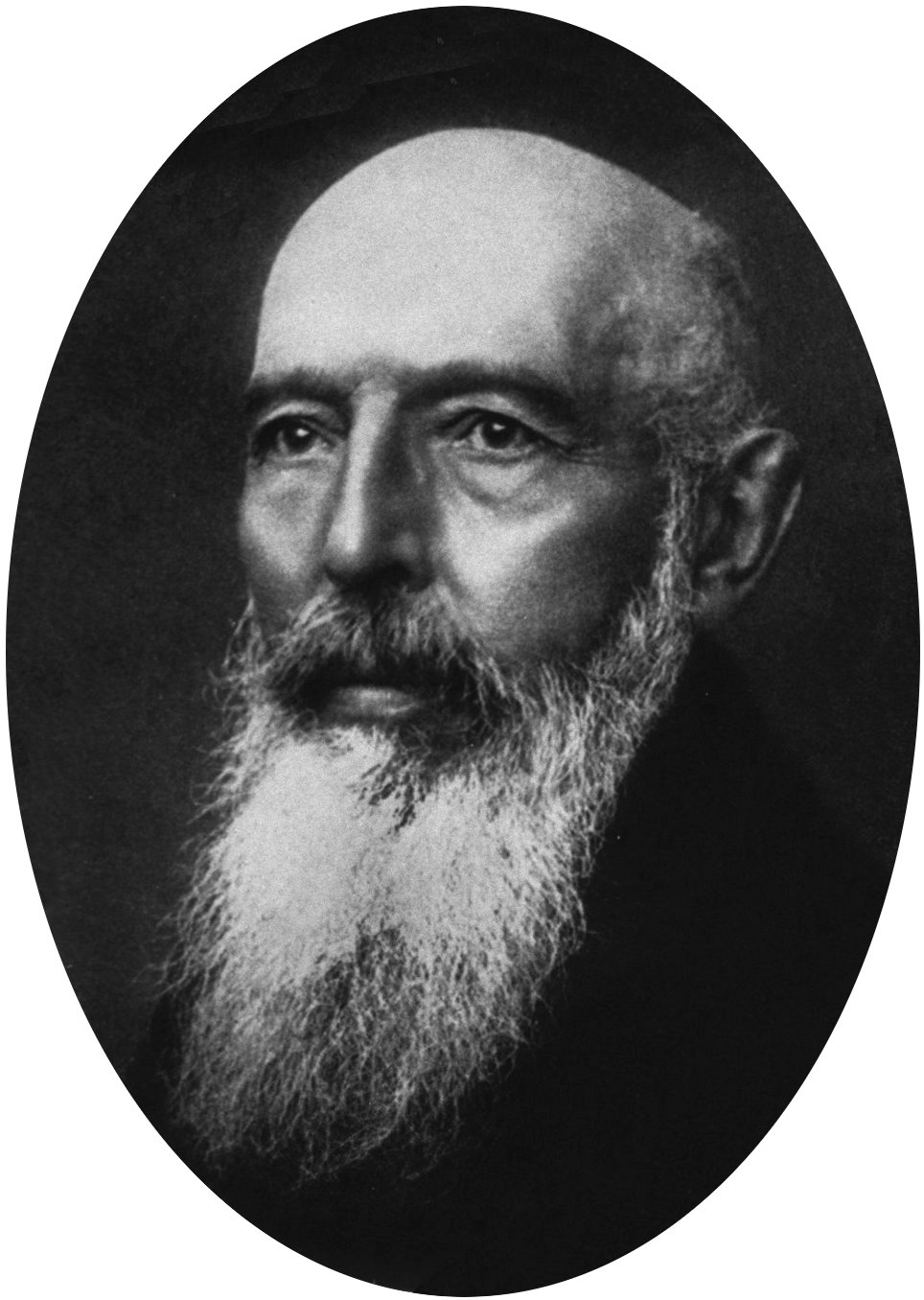
らい菌を発見したアルマウェル・ハンセン

1869年、ノルウェーのアルマウェル・ハンセンはハンセン病患者の癩結節の中に大きな塊状のものがあることを顕微鏡で発見し、1873年2月28日に細菌によく似た小さな桿状の物体を発見した。1873年、オスロで「眼の癩性疾患」と題した発表の中でハンセンが癩菌をスケッチした図を残した。ただし当時は染色法もなく、らい菌の形態を正確に描いたものではなかった。その後、1874年オスロのクリスチャニア医学会で「癩の発生原因について」と題した講演とノルウェーの医学雑誌上での発表を行った。1875年には英国の医学雑誌へ再掲載し、英文で初めて発表を行った。

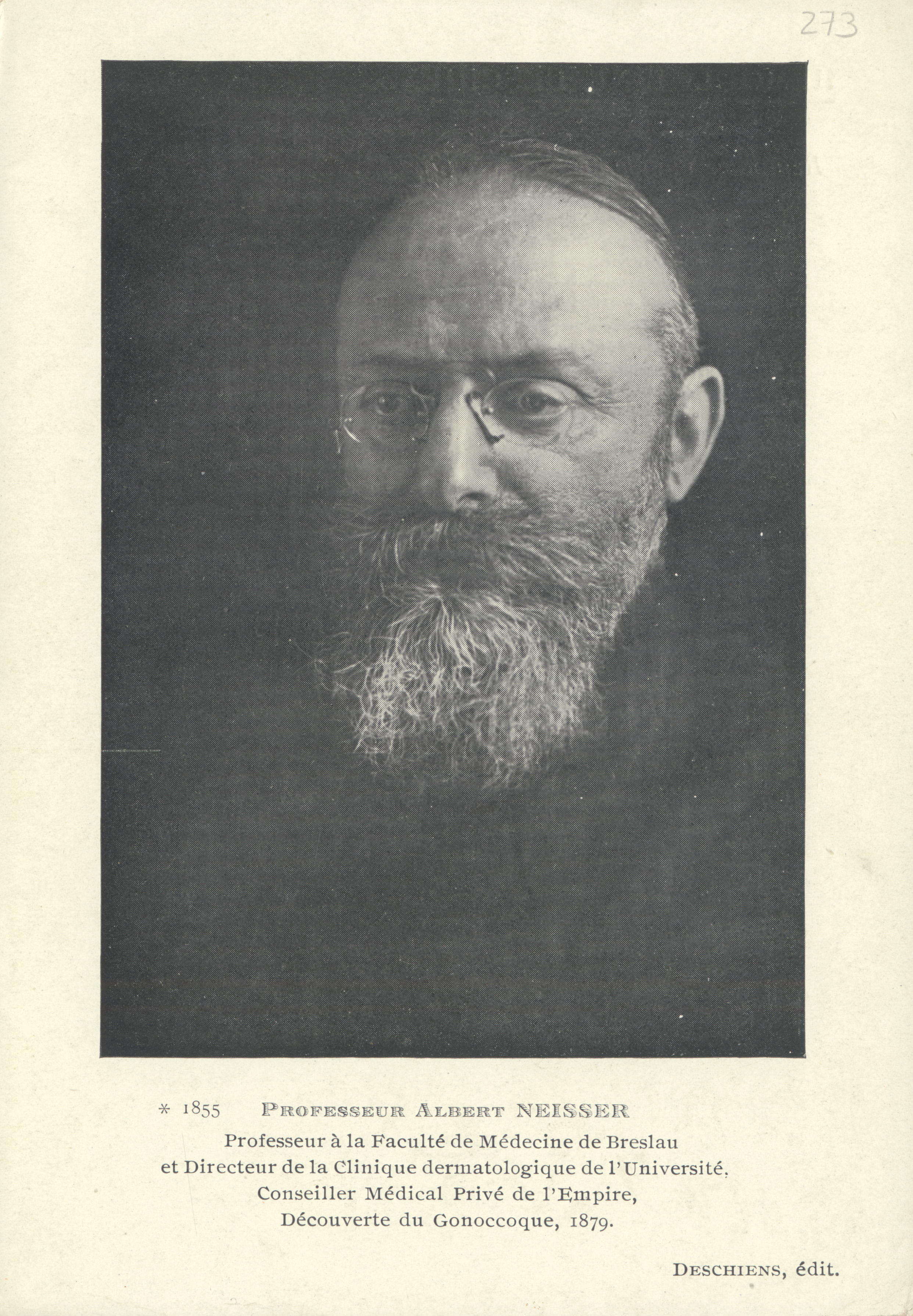
アルベルト・ナイサー

1879年、ドイツの細菌学者であるアルベルト・ナイサーがハンセンから分与された標本かららい菌の染色に成功し、らい菌の正確な形態を明らかにした。追随してハンセンも1880年に発表を行った。ちなみに、らい菌を最初にスケッチしたハンセンと、初めて染色に成功してらい菌の形態を明らかにしたナイサーは「らい菌の発見者」であると共に主張し論争が起こった。その後、ハンセンがらい菌を1873年に発見したということで決着した。

## 疫学
人獣共通感染症でも知られるが、自然動物ではヒト、霊長類（マンガベイモンキー）とココノオビアルマジロ以外に感染した例はない。以下、ヒトの感染状況について説明する。

### 世界

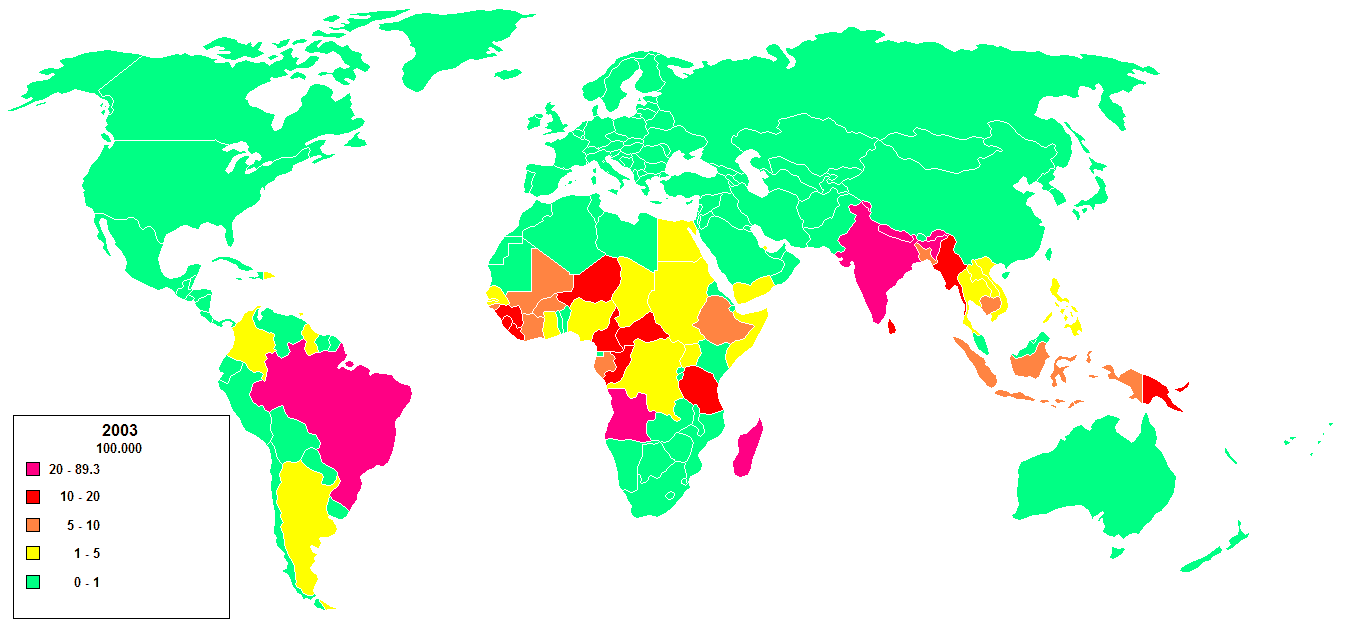
（参考）2003年当時のハンセン病の新規患者数（罹患率）の分布

2018年初頭の登録患者数（治療中の患者）は184,238人、2018年の新規患者数（年間罹患者数）は208,641人である。登録患者数は一定の治療を終えた患者は治癒の有無に問わず、登録から除外されている。そのため年次報告の性質上、年内に治療が完了すると登録者から除外されるため、新規患者数（年間罹患者数）は登録患者数を上回る。MB型では1年でなく2年以上で治療しているので例外がある。
注意点としては、ハンセン病と診断され、適切に治療している人数のみをカウントしているため、ハンセン病と診断されず、治療されていない患者も相当数存在すると推定されることに留意されたい。
表1に、地域別の2018年初頭の登録患者数、2001-2018年の新規患者数の動向を示した。2001年と2010年とを比較すると新規患者数は534,000件余（70%）減少し、その後も減少傾向にある。表2には2018年の国家別新規患者数で患者数が1,000人以上の国家を降順にリストアップした。2018年現在、インドで新規患者数が最も多くなっている。
| 地域       | 登録患者数（人） [] は人口10,000当たりの有病率 | 新規患者数（年間罹患者数）（人） | 新規患者数（年間罹患者数）（人） | 新規患者数（年間罹患者数）（人） | 新規患者数（年間罹患者数）（人） | 新規患者数（年間罹患者数）（人） | 新規患者数（年間罹患者数）（人） | 新規患者数（年間罹患者数）（人） |
| 地域       | 2018年初頭                                     | 2001年                           | 2004年                           | 2007年                           | 2010年                           | 2013年                           | 2016年                           | 2018年                           |
| ---------- | ---------------------------------------------- | -------------------------------- | -------------------------------- | -------------------------------- | -------------------------------- | -------------------------------- | -------------------------------- | -------------------------------- |
| アフリカ州 | 22,865 [0.21]                                  | 39,612                           | 46,918                           | 34,468                           | 25,345                           | 20,911                           | 19,384                           | 20,586                           |
| アメリカ州 | 34,358 [0.34]                                  | 42,830                           | 52,662                           | 42,135                           | 37,740                           | 33,084                           | 27,356                           | 30,957                           |
| ヨーロッパ | 39 [<0.0]                                      |                                  |                                  |                                  |                                  |                                  | 32                               | 50                               |
| 東南アジア | 114,004 [0.58]                                 | 668,658                          | 298,603                          | 171,576                          | 156,254                          | 155,385                          | 161,263                          | 148,495                          |
| 中東・近東 | 5,096 [0.07]                                   | 4,758                            | 3,392                            | 4,091                            | 4,080                            | 1,680                            | 2,834                            | 4,338                            |
| 西太平洋   | 7,876 [0.04]                                   | 7,404                            | 6,216                            | 5,863                            | 5,055                            | 4,596                            | 3,914                            | 4,193                            |
| 計         | 184,238                                        | 763,262                          | 407,791                          | 258,133                          | 228,474                          | 215,656                          | 214,783                          | 208,641                          |

| 国家             | 新規患者数（人） |
| ---------------- | ---------------- |
| インド           | 120,334          |
| ブラジル         | 28,660           |
| インドネシア     | 17,017           |
| バングラデシュ   | 3,729            |
| ネパール         | 3,249            |
| コンゴ民主共和国 | 3,323            |
| エチオピア       | 3,218            |
| ソマリア         | 2,610            |
| モザンビーク     | 2,422            |
| ミャンマー       | 2,214            |
| フィリピン       | 2,176            |
| ナイジェリア     | 2,095            |
| スリランカ       | 1,703            |
| タンザニア       | 1,482            |
| マダガスカル     | 1,424            |

WHOによるハンセン病制圧の定義は、1991年5月に開催された第44回世界保健総会で決定され、人口100万人以上の国で、登録患者数が人口1万人あたり1人を下回る（有病率が1.0を下回る）こととされた。この定義を遵守すると日本では1970年前後に制圧を達成している。2005年初頭はインド・ブラジル・コンゴ民主共和国・アンゴラ・モザンビーク・ネパール・タンザニア・中央アフリカの9カ国が未制圧国であったが、2006年初頭にインド・アンゴラ・中央アフリカが、2007年初頭にマダガスカルとタンザニアが、2007年末にコンゴ民主共和国とモザンビークが制圧を達成した。現在の未制圧国はブラジル・ネパールと、新たに加わった東ティモールの3カ国となっている。東ティモールは以前より有病率が1.0を超えていたものの、人口100万人未満であったために定義より除外されていた。しかし2008年、人口100万人を突破したことにより加わった。
表3には未制圧国のブラジル・ネパール・東ティモール、最近まで未制圧国であったモザンビーク・コンゴ民主共和国・タンザニア・マダガスカル・インドの登録患者数と新規患者数の最近の動向をまとめた。
| 国家             | 登録患者数（人） （）は人口10,000人当たりの有病率 | 登録患者数（人） （）は人口10,000人当たりの有病率 | 登録患者数（人） （）は人口10,000人当たりの有病率 | 登録患者数（人） （）は人口10,000人当たりの有病率 | 登録患者数（人） （）は人口10,000人当たりの有病率 | 新規患者数（年間罹患者数）（人） （）は人口10,000人当たりの罹患率 | 新規患者数（年間罹患者数）（人） （）は人口10,000人当たりの罹患率 | 新規患者数（年間罹患者数）（人） （）は人口10,000人当たりの罹患率 | 新規患者数（年間罹患者数）（人） （）は人口10,000人当たりの罹患率 | 新規患者数（年間罹患者数）（人） （）は人口10,000人当たりの罹患率 |
| 国家             | 2004年初頭                                        | 2005年初頭                                        | 2006年初頭                                        | 2007年初頭                                        | 2008年初頭                                        | 2003年                                                            | 2004年                                                            | 2005年                                                            | 2006年                                                            | 2007年                                                            |
| ---------------- | ------------------------------------------------- | ------------------------------------------------- | ------------------------------------------------- | ------------------------------------------------- | ------------------------------------------------- | ----------------------------------------------------------------- | ----------------------------------------------------------------- | ----------------------------------------------------------------- | ----------------------------------------------------------------- | ----------------------------------------------------------------- |
| ブラジル         | 79,908 (4.6)                                      | 30,693 (1.7)                                      | 27,313 (1.5)                                      | 60,567 (3.2)                                      | 45,847 (2.40)                                     | 49,206 (2.86)                                                     | 49,384 (2.69)                                                     | 38,410 (2.06)                                                     | 44,436 (2.4)                                                      | 39,125 (2.05)                                                     |
| ネパール         | 7,549 (3.1)                                       | 4,699 (1.8)                                       | 4,921 (1.8)                                       | 3,951 (1.4)                                       | 3,329 (1.2)                                       | 8,046 (3.29)                                                      | 6,958 (2.62)                                                      | 6,150 (2.27)                                                      | 4,253 (1.53)                                                      | 4,436 (1.57)                                                      |
| 東ティモール     | *                                                 | *                                                 | 289 (3.1)                                         | 222 (2.2)                                         | 131 (1.2)                                         | *                                                                 | *                                                                 | 288 (3.04)                                                        | 248 (2.46)                                                        | 184 (1.72)                                                        |
| モザンビーク     | 6,810 (3.4)                                       | 4,692 (2.4)                                       | 4,889 (2.5)                                       | 2,594 (1.3)                                       | no data （制圧）                                  | 5,907 (2.94)                                                      | 4,266 (2.20)                                                      | 5,371 (2.71)                                                      | 3,637 (1.80)                                                      | 2,510                                                             |
| コンゴ民主共和国 | *                                                 | 10,530 (1.9)                                      | 9,785 (1.7)                                       | 8,261 (1.4)                                       | no data （制圧）                                  | 7,165                                                             | 11,781 (2.11)                                                     | 10,737 (1.87)                                                     | 8,257 (1.39)                                                      | 8,820                                                             |
| タンザニア       | 5,420 (1.6)                                       | 4,777 (1.3)                                       | 4,190 (1.1)                                       | no data （制圧）                                  | no data （制圧）                                  | 5,279 (1.54)                                                      | 5,190 (1.38)                                                      | 4,237 (1.11)                                                      | 3,450                                                             | no data                                                           |
| マダガスカル     | *                                                 | 4,610 (2.5)                                       | 2,094 (1.1)                                       | no data （制圧）                                  | no data （制圧）                                  | 4,266                                                             | 3,710 (2.05)                                                      | 2,709 (1.46)                                                      | 1,536                                                             | 1,644                                                             |
| インド           | *                                                 | 148,910 (1.4)                                     | 95,150 (0.87) （制圧）                            | no data （制圧）                                  | no data （制圧）                                  | 367,143                                                           | 260,063 (2.39)                                                    | 161,457 (1.46)                                                    | 139,252                                                           | 137,685                                                           |

| （補足） | a) 制圧とは人口10,000当たり1件以下の患者数であること。 b) *印はデータなし。 c) マダガスカルは2006年9月に国家レベルでハンセン病を制圧した。 d) ネパールは統計期間が異なり2004年11月中旬–2004年11月中旬である。 e) コンゴは2008年に2007年末をもって制圧に達したとWHOに公式に報告している。 |

ハンセン病は全世界に見られるが、分布は一様でなく、度々、流行も生じる。代表的なものとしては、1850〜1920年のノルウェー・1920年代のナウル島・1980年代のカピンガマランギ島での流行がある。流行の原因について様々な検討も行われているが、実際には明確になっていない。
男女比に関しては、全世界を通じて男性が女性より多い。男性は小児期から活動的であり、感染しやすいと言われているが、明確には原因が分かっていない。ただし日本の全国の療養所では、一般的に男性の方が女性より寿命が短いために男女比はほとんど同じまたは逆転している。
貧困層と富裕層の比較に関しては、インドの調査によると、貧困層に発症率が高い。ハンセン病患者は、亜鉛、カルシウム、マグネシウムが正常の人に比べて著しく低値であった。

### 日本
表4は1996-2018年までの日本での新規患者数である。日本で発見された日本国籍の新規患者は減少し続け、2005年に初めてゼロになった。以後日本で発見された新規患者は、国外で過ごして来日した在日外国人の割合が多い。
| 年         | 1996 | 1997 | 1998 | 1999 | 2000 | 2001 | 2002 | 2003 | 2004 | 2005 | 2006 | 2007 | 2008 | 2009 | 2010 |
| ---------- | ---- | ---- | ---- | ---- | ---- | ---- | ---- | ---- | ---- | ---- | ---- | ---- | ---- | ---- | ---- |
| 日本人     | 6    | 6    | 5    | 8    | 6    | 5    | 7    | 1    | 4    | 0    | 1    | 1    | 3    | 0    | 0    |
| 在日外国人 | 18   | 8    | 5    | 11   | 8    | 8    | 9    | 7    | 8    | 7    | 6    | 10   | 4    | 2    | 4    |
| 合計       | 24   | 14   | 10   | 19   | 14   | 13   | 16   | 8    | 12   | 7    | 7    | 11   | 7    | 2    | 4    |

| 年         | 2011 | 2012 | 2013 | 2014 | 2015 | 2016 | 2017 | 2018 |
| ---------- | ---- | ---- | ---- | ---- | ---- | ---- | ---- | ---- |
| 日本人     | 2    | 0    | 1    | 1    | 1    | 0    | 1    | 0    |
| 在日外国人 | 3    | 3    | 2    | 4    | 6    | 3    | 1    | 3    |
| 合計       | 5    | 3    | 3    | 5    | 7    | 3    | 2    | 3    |

在日外国人の中では、ブラジル出身者と東南アジア出身者がほとんどである。
一方、登録患者数は日本では1997年（平成9年）以降、公表されていない。日本国内の療養所入所者数は、2024年現在710人であるが、ハンセン病が治癒しても障害を負った人々が、施設で暮らしている。
世界保健機関に定義されるように「診断されて適切に一定期間治療を行い、その後は患者登録から除外される」という観点で、日本の登録患者数を推定すると、新規患者数と同程度である数名となる。
しかし、日本では菌をゼロにするまで治療を行う治療基準が設けられており、WHOが規定している治療期間より大幅に治療が長期化しているケースや、一旦治癒したが菌検査で少しでも陽性がみられれば治療を行うというケースも考えられるため、実際に治療を行っている患者数に関しては、WHOで定義している登録患者数に比べるとかなり多いと推定される。しかし実際のところは、治療を行っている患者数に関する統計を行っていないので、詳細は不明である。
病型別では、昭和前半の統計ではあるが、日本では多菌型が多く、癩性禿頭症や失明が多かった。光田健輔によると、1911年に公立療養所第一区府県立全生病院（現、国立療養所多磨全生園）では58.63%に禿頭症がみられた。沖縄県や東南アジアの様な流行地では、症状は一般的に軽いといわれている。

## 分類
ハンセン病の分類に関しては様々な分類法がある。一般的な病型分類は、WHOのMB型・PB型分類法であり、この分類が望ましい。以前は、1962年提唱のRidley & Joplingの分類法が一般的に使用された。

### WHO治療指針の病型分類法
WHOは、多剤併用療法による治療方針決定上の簡便な病型分類として、MB型（多菌型、multibacillary）とPB型（少菌型、paucilbacillary）の2分類を採用している。MB型はおおむねLL型、BL型、BB型および一部のBT型に相当する。一方、PB型はおおむねI群、TT型および大部分のBT型に相当する。菌スメア検査のBI（bacterial index）（菌指数）と皮疹（皮膚の発疹）の数によって分けられる。BIについては検査の項を参照。
- MB型（多菌型）：BI陽性・皮疹6個以上
- PB型（少菌型）：BI陰性・皮疹5個以下

### Ridley & Joplingの分類法
1962年に提唱された分類法である。分類の方法は、らい菌に対する生体の細胞性免疫の強弱に基づいている。LL型（らい腫型、lepromatous type）、TT型（類結核型、tuberculoid type）、B群（境界群、boderline group）、I群（未定型群、indeterminate group）に分け、さらにB群はLL型に近いBL型 (borderline lepromatous type)、TT型に近いBT型 (borderline tuberculoid type)、中間のBB型 (mid-borderline type) と、1群5型に分類した。

LL型
らい菌に対して免疫をほとんど持たない人が、らい菌と接触し感染が成立した場合に生じる。治療を行なわないと進行して、体や四肢に褐色の結節（癩腫）を生じ、眉毛が抜け、結節が崩れて特異な顔貌を呈する。皮膚の病巣から菌が検出される。病理組織検査では、らい菌が多数検出できるが、リンパ球の浸潤は少ない。メカニズムはTh2型の反応であり、抗原提示や殺菌などの機能が抑制される（細胞性免疫の低下）ことによって症状が出現する。
TT型
らい菌に対する免疫は本来存在するが、何らかの理由で免疫が低下したりして、感染が成立するような場合に生じる。皮膚に知覚麻痺を伴う紅色斑を呈する。皮膚から菌は検出されないが、その一方で、免疫反応と考えられる神経の障害が、発病の初期から起こることが多いため、神経障害などの臨床症状から診断がつくのがほとんどである。病理組織検査でも、らい菌は検出されないが、末梢神経の周りにリンパ球の強い浸潤像がみられる。メカニズムはTh1型の反応であり、細胞性免疫は保たれるが、強い組織傷害を起こすサイトカインが出現することによって症状が出現する。
B群
免疫応答がLL型とTT型の中間に位置する。内容・程度も不安定で特異的な症状がない。病理組織像も両者の特徴が共存している。
I群
ハンセン病特有の症状に乏しい発病初期を一つにまとめたもの。

### その他の分類
マドリッド分類法
第6回国際らい会議で1953年に提唱されたリドレイとジョプリング（Ridley & Jopling）の分類法以前の分類法。らい腫型（L型）・境界群（B群）・類結核型（T型）・不定型群（I群）の2群2型に分類している。
日本の伝統的分類法
結節らい・斑紋らい・神経らいの3型に分類。結節らいはLL型とB群の一部、斑紋らいはTT型とB群の一部に相当するものと思われる。神経らいはTT型とB群の一部で斑紋が消失した状態に相当するものと思われる。

## 症状
症状は主に末梢神経障害と皮膚症状である。らい菌の至適温度は30 - 33℃であるため、温度の高い肝臓や脾臓、腎臓等の臓器に病変が生じても症状は見られない。病状が進むと、末梢神経障害に由来する変形や眼症状などの合併症状を生じる。しかし、早期診断・早期治療を行えば、このような重篤な合併症状に至る例はない。

### 一次症状
前述したように末梢神経障害と皮膚症状が重要である。神経の症状としては神経障害だけでなく末梢神経の肥厚（触診で触れることができる）も出現するためまとめて記載した。前述したRidley & Joplingの分類法に基づき症状の出方が異なるため、それに準じて解説を加える。なお、末梢神経の炎症の結果生じる感覚障害、痺れ、運動麻痺については内部リンクも参照のこと。

LL型（らい腫型）
皮膚症状
皮疹の形状は斑状・結節・丘疹が出現する。出現する発疹によって丘疹型、結節型、瀰漫浸潤型に分類することもあるが、実際にはそれらが混在していることが多い。疼痛や痒みなどの自覚症状は通常はない。表面が脂ぎって滑らかな感じがあり、左右対称性に発疹が分布し、境界は不明瞭であるという特徴がある。
神経障害
知覚障害は軽度である。神経の肥厚は全身に出現するものの発症初期には不明確である。

TT型（類結核型）
皮膚症状
多様な発疹が出現する。孤立性の隆起性紅斑が特徴的である。発疹の分布は非対称的でLL型に比べると皮疹の数は少ない。境界は明瞭で比較的単純な弧を描いているのも特徴である。また、その部分の皮膚の構造は破壊されて発汗障害をきたしたり毛が脱落するとともに、皮疹に一致して明瞭な知覚障害を生じる。
神経障害
皮疹に一致した知覚障害が特徴的で早期より出現する。神経の肥厚も早期より起こるが限局して生じる。LL型のように全身・左右対称には生じない。知覚障害は島状に分布し、通常の神経の走行に一致しないことが多い。

B群（境界群）
LL型・TT型の移行群の総称であり、様々な発疹や神経障害を生じる。
I群（未定型群）
前述した如く、発病初期でまだ病型が決定できない時期に相当する。その後LL型・TT型・B群の特徴的な発疹・神経障害に変化していく。この段階では病理検査でもハンセン病特有の特徴も示さず、ハンセン病の重要所見である神経障害も明確でない。
皮膚症状
境界不明瞭で平坦な淡紅色斑が2 - 3個出現する。
神経障害
知覚障害はほとんどない。あっても軽度である。神経肥厚はまだみられない。

### 二次症状
ハンセン病神経障害を生じるために、二次的に様々な症状が出現する。たとえば眼症状、神経因性疼痛、脱毛、変形、うら傷などの皮膚疾患、筋萎縮・運動障害等が知られている。

眼症状
顔面神経麻痺による兎眼（開眼のままになる）、三叉神経麻痺による角膜の知覚障害が原因で、角膜が障害されやすくなり角膜炎を併発し失明する人もいる。また、鼻粘膜が障害され、涙管閉塞をきたすこともしばしば起こり、逆行性感染による頑固な結膜炎も起こすことがある。そのため、常に点眼剤を必要とする人も多い。
神経因性疼痛
ハンセン病では神経障害・機能不全のため、様々な神経痛が生じ神経因性疼痛とも呼ばれる。多くは突然、電撃痛とも呼ばれる強い痛みに襲われる。神経痛の症状もさまざまで、俗称「だる神経痛」（日本語の「だるい」が語源）などもある。ネパールでは‘ Jhum-Jhum’と表現されている。また、触刺激によって誘発される疼痛アロディニア（知覚過敏）という病態もある。ある特定の部位を触ったり冷覚・温覚刺激を与えたりすると出現するため、特筆すべき疼痛である。非ステロイド性抗炎症薬も使われるが効果が低いため、適宜、抗うつ薬や抗けいれん薬、麻薬系鎮痛薬もよく使われる。
脱毛
LL型では眉毛なども脱毛し治癒後も再生しない。以前日本では頭髪の脱毛もみられ、動脈に沿って毛が残存するのが特徴とされた。
変形
ハンセン病における変形は、治療が行われず進行していく種々の病変の結果と、神経の麻痺、感覚がないことによる外傷の積み重ねなどによる。
顔
顔面神経麻痺による症状が多い。LL型では軟骨が侵され鞍鼻（鼻根部が陥没した状態）・耳の変形を生じることもある。なお鞍鼻は梅毒でもみられることがあるので、誤診の例もあった。
四肢
尺骨神経や正中神経麻痺により鷲手・猿手を生じる。廃用や外傷によって四肢の萎縮や欠損も生じる。レントゲン検査を行うと骨の萎縮も観察される。指に関しても末節・中節・基節などで萎縮や欠損がみられる。四肢の切断端には度々、瘢痕癌が生じ、特にタイでの発症例が多いとの報告がある。変形に対してはしばしば手術療法が行われる。四肢の先端が冷たくなる。

うら傷
うら傷は足底を中心に出現する慢性の難治性潰瘍である。正式名称は皮膚穿孔症である。なお、先天性無痛覚症や糖尿病性神経障害においても同様のうら傷を呈するため、ハンセン病においても、感覚消失が主役を演じると思われる。難治性の慢性創傷であるため、その部位から有棘細胞癌という皮膚腫瘍が出現することもある。
その他の皮膚疾患
末梢神経障害は自律神経障害も生じるため、皮膚からの発汗作用が障害されて乾皮症を誘発する。皮膚の防御力の減退、血管等に見られる神経反射作用が消失により炎症の治癒機転の障害を引き起こす。知覚障害のため外傷・熱傷に侵されやすく、症状の訴えがないため治療開始が遅れることもある。傷ができやすい上になかなか治りにくいため、十分なケアが必要である。
筋萎縮・運動障害
四肢の萎縮により様々な運動障害を生じ、患者の生活レベルを低下させる。咽頭部の運動障害は誤飲や嚥下障害を誘発するため、誤嚥性肺炎にも注意する。

### らい反応
らい反応とはハンセン病の治療過程において起こる急激な反応である。これらの急性反応は1型らい反応と2型らい反応とに大別される。ハンセン病においては菌自体の働きが遅いため一般には慢性的な経過を辿ることが多いが、このらい反応は神経障害（後遺症）を伴うため、直ちに適切な対応を要する。

1型らい反応
BB・BT・TT型の治療開始後に生じる反応で機序はIV型アレルギーとされている。境界反応（borderline reaction）またはリバーサル反応（Reversal reaction）とも呼ばれる。急に皮膚の発赤が増強したり腫れたりする症状や末梢神経障害の急激な増悪反応を生じる。入院加療の上、ステロイド大量投与（内服）を行う。
2型らい反応
LL型・BL型で治療開始から約半年後に生じる急激な反応で機序はIII型アレルギーとされている。この際に生じる皮疹をらい性結節性紅斑（ENL, Erythema nodosum leprosum）と呼ぶ。また、通称熱こぶとも呼ぶ。皮膚に有痛性の結節を生じるのが特徴で40度前後の発熱や関節痛を伴う。治療を行った際に大量に菌が死滅し、それに対して強い免疫反応（III型アレルギー）を起こすメカニズムが考えられている。サリドマイドやステロイド療法で治療を行う。ちなみにらい性結節性紅斑（ENL）の命名者は村田茂助である（1912年）。

### 社会的要因による合併症

#### 精神疾患
ハンセン病患者や回復者に関しては、社会的差別の問題や、療養所という閉鎖された場所での長期生活の不安などで不安症・自殺願望・うつ病・人格障害などの精神疾患を生じることがある。日本の療養所内のデータであるが、平均年齢79歳、385名中うつ病は48名（12.5%）であるという報告もある。アメリカの報告では、器質的変化、統合失調症、うつ病が記載されているが、カーヴィルに入所した46%がうつであるとのコメントもある。

## 診断・検査

### プライマリ検査
| 表記 | 顕微鏡視野当たりの らい菌平均菌数 |
| ---- | --------------------------------- |
| BI6+ | 1000個以上/1視野当たり            |
| BI5+ | 100個から1000個/1視野当たり       |
| BI4+ | 10個から100個/1視野当たり         |
| BI3+ | 1個から10個/1視野当たり           |
| BI2+ | 1個から10個/10視野当たり          |
| BI1+ | 1個から10個/100視野当たり         |
| BI0  | 100視野中でらい菌を発見できない   |

ハンセン病と診断する際の最初の検査は、皮膚スメア検査と末梢知覚検査である。
皮膚スメア検査
皮膚を垂直に切開し、組織の塗抹をスライドガラスに置いてチール・ニールセン染色（Ziehl-Neelsen stain）によって菌数を調べる検査である。チール・ニールセン染色は抗酸菌染色の一つの方法でらい菌を赤色に染める。皮膚を切開するため、痛覚が正常な部位では疼痛を伴うため、局所麻酔をしてから検査を行う。菌数の表記には菌指数（BI:bacterial index）が用いられる。BIはMB型・PB型の分類や治療方針において重要である。なお、以前は形態指数（MI: morphological index）を測定して菌の総合的な力を見る方法もあったが、2011年時点で行われていない。
末梢知覚検査
末梢知覚検査はハンセン病を診断する上で重要な検査である。触覚や振動覚は保たれることも多いので、虫ピンなど太めの注射針を刺す痛覚検査、冷水・温水を入れた試験管を当てる温冷覚検査が合わせて行われる。痛覚検査は意思の疎通が困難である乳幼児・高齢者では分かりにくいことがある。温冷覚検査は閉眼し当てたことを被検者に分からないようにすると検出の精度が向上する。

### WHOの基準
診断確定のために、WHOでは知覚障害を伴う皮疹、知覚障害を伴う末梢神経の肥厚、スメア検査が陽性のうち、一つ以上があてはまることとしている。日本では知覚障害に伴う皮疹、末梢神経の肥厚・運動障害、病理組織検査、らい菌の検出の4点を重視している。

知覚障害に伴う皮疹
多菌型では検出率が低いので注意する。T型の皮疹に一致した神経障害の検出は非常に有用。
末梢神経の肥厚・運動障害
尺骨、橈骨、腓骨、大耳介神経などを触診で触れると肥厚が分かる。知覚障害だけでなく運動障害も伴うことも多いため、歩行や各種の運動の状態を調べることも重要である。
病理組織検査
発疹の一部の組織を採取し、標本にして顕微鏡でみる検査。Ridley & Joplingの分類に基づき病型分類される。
- らい腫型（L型）では、らい菌が多数検出できるがリンパ球の浸潤は少ない。組織球性肉芽腫で組織球の泡沫状変化が特徴的である。
- 類結核型（T型）では、らい菌は検出されない。類上皮細胞肉芽腫が特徴的である。またリンパ球の強い浸潤像がみられ、リンパ球が末梢神経の周囲に入ることは、他の疾患ではみられないので有用な鑑別点になる。

らい菌の検出
検出には皮膚スメア検査、病理組織から検出する方法（前二者は説明済みなので上記参照のこと）、PCR (Polymerase Chain Reaction)から検出する方法の3点が挙げられる。遺伝子増幅法であるPCRを用いたらい菌の検出は、らい菌の持つ熱ショックタンパク質の内、他の抗酸菌と交差しない部位のDNA配列を検出するもので、培養のできないらい菌を迅速に検出する方法として重要である。

### その他の検査
らい菌抗体の検出
最近、らい菌特異的抗原の一つであるフェノール糖脂質（PGL-1, phenolic glycolipid I）に対する抗体を血液検査で測定する方法が行われるようになった。L型で陽性であるが、T型では全く検出されない。
レプロミンテスト
らい結節から得られた抽出物、レプロミンを皮内に注射して反応を見る検査である。この検査は、結核のツベルクリン反応に似ている。らい菌に対する細胞性免疫反応をみる検査で、T型と正常人で陽性、L型で陰性となる。現在では行なわれていない。
らい菌に対する薬剤耐性検査
らい菌の遺伝子解析から、ジアフェニルスルホン（DDS）、リファンピシン（RFP）、キノロン剤への耐性は特定遺伝子の突然変異であることが判明し、遺伝子変異の検査により薬剤耐性が早く分かるようになった。

### 鑑別診断
ハンセン病の鑑別診断としては、病理組織学的に肉芽腫形成をする疾患であるサルコイドーシス、全身性エリテマトーデス（SLE）、皮膚エリテマトーデス（DLE）、環状肉芽腫、尋常性狼瘡（皮膚結核）、非結核性抗酸菌症 などを用いる。また、神経障害として鑑別を要する疾患にはアロディニア（全身性無感覚症）がありハンセン病の症状に似ているので、この鑑別も重要である。

## 予防と治療

### 予防
ハンセン病に有効なワクチンは開発されておらず、ハンセン病の発症を予防することは困難である。インドを中心に、ワクチン療法として結核の予防に使用されるBCGが使われ、有効であるという報告も出されているが、報告によって有効率のばらつき（20〜80%強）が大きく、一般的な方法となっていない。また、ハンセン病の危険に高確率に曝露されやすい子供たちを中心に、DDSを予防的に内服する試み（chemoprophylaxis）が、1968年の第9回らい国際会議で有効であるとされ、一時行われていたこともあった。

### 治療概論
ハンセン病について、医学的に確立している知見は、以下の通りである。
- 遺伝しない
- 感染力は弱く、発病はごく稀
- 特効薬と通院治療で完治する

治療目的
WHOでは以下の3点を重視して治療を行う。
殺菌と感染源対策
治療薬を用いてらい菌を殺し、活動を弱める。また、その活動性病変を抑えることによって、他人への感染を防止する。
障害予防
ハンセン病に罹患すると、らい菌の生体免疫反応によっていろいろな障害を引き起こす。そのため、適切な治療を行い、できる限りの障害を予防することが重要である。これを、障害予防（POD : prevention of disability）という。ハンセン病罹患中に生じるらい反応の治療もこれに当たる。ハンセン病において最も後遺症などの問題となる末梢神経障害は著しくQOL（生活の質）を低下させるためのみならず、偏見差別にも結びつくので、早期発見・早期治療を行う必要がある。
合併症と後遺症の予防と治療
ハンセン病に起因した神経障害による後遺症に対して、2次的に悪化させないようにすることが必要である。もし不幸にして障害が起こってしまった時には、それを少しでも軽くなるよう努め、手術を用いてでも機能の回復を図るといった取り組みが行われる。これを障害悪化予防（POWD: prevention of worsening disability）と呼ぶ。不適切な治療の結果や、当時、治療薬が十分に確保されていないために入所している患者が多い日本では特に重要視されている治療である。
殺菌と感染源対策の治療
ジアフェニルスルホン（DDS）（レクチゾール®・プロトゲン®）、クロファジミン（CLF）（ランプレン®、B663）、リファンピシン（RFP）（リマクタン®・リファジン®など）の抗菌剤3種を併用する多剤併用療法（MDT, Multi-drug therapy）が治療の主体である。これは薬剤耐性菌を予防するためであり、結核など他の感染症でも選択されることがある方式である。なお、WHOでは菌数による病型分類を採用しており、MB（multibacillary, 多菌型）とPB（paucibacillary, 少菌型）の2種類に分けて投与量・治療期間を決定する（MBのほとんどはL型・B群、PBのほとんどはT型・I群に相当する）。最近では、オフロキサシン（OFLX）、レボフロキサシン（LVFX）、クラリスロマイシン（CAM）、ミノサイクリン（MINO）なども有効であることが分かり、薬剤耐性検査を施行した上で上記基本治療薬が使用できない症例などに併用されることもある。なお、日本における保険適応薬は,、DDSやクロファジミン、リファンピシン、オフロキサシンである。
障害・後遺症の予防と治療
らい反応など強い反応が生じた場合は、通常の治療に加えて次のような治療も必要となる。1型らい反応に対しては大量のステロイド、2型らい反応にはサリドマイドまたはステロイドを使用する。
変形に対しては、形成外科の発展と共に手術療法も行われるようになった。種々の変形、眼瞼下垂、脱毛などである。眉毛の脱毛に対しては血管を付けて毛髪の皮弁を移動したり、血管を付けずにまとめて移植したり、また別に1本植え（田植え）という方法がある。しかし、毛が生着しても不自然な感じが残る場合が多い。2014年より日本でもビマトプロスト外用剤（グラッシュビスタ外用液剤、塩野義製薬販売）が用いることができる。
急性の神経炎に対しては、ステロイドの投与などの治療により回復する場合も多い。手術療法としては神経減圧術がある。
知覚麻痺による熱傷や外傷は通常の治療法に準じる。ただし神経障害に起因する易感染性や瘢痕形成が生じるため、通常の場合より治療が困難であることに注意する必要がある。知覚がない状態でも熱傷や外傷が起こらないような日常生活の改善を行ったり、装具などを使い外傷の予防、本人への十分な注意喚起を行う。また、関節拘縮も必発するため、継続的なリハビリテーションに取り組むことも肝要である。
うら傷発生の予防に関して足浴を行う施設が多い。これは国内・国外ともに行われており、療養所によっては大きい足浴場がある。日本国外の療養所では大きい洗面器の様な壺を使っているところもある。ただし、神経痛のあるハンセン病の場合、暖まった後、冷える際に神経痛が増幅することに注意が必要である。

### 治療基準

#### WHOの治療基準

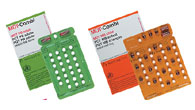
WHOで提供されているブリスターパック

皮膚スメア検査と皮疹の数で得られた結果をもとに多菌型（MB）と少菌型（PB）と単一病変少菌型（SLPB）に分けて治療を行う。多菌型はスメア検査で陽性・皮疹6個以上である（LL, BLとBBに相当）。少菌型はスメア検査で陰性・皮疹5個以下である（TT、一切のBT、I群に相当）。WHOの基準ではMBで1年間、PBで6か月間の治療を終了した時点で菌検査の有無を問わず完治とする。また、患者としても除外される。
MDTで使用される治療薬はパックとなっており、ブリスターパック（blister-pack）と呼ばれる。大人用と小児用（10歳〜14歳）、MB型用とPB型用の4種類に色分けされている。どの日にその薬剤を内服すればよいか、裏に日付が記載されている。日本では販売されていない。
|                         | 大人 | 小児 |
| ----------------------- | --- | --- |
| MB（多菌型）            | 1年間、下記3剤で治療する。 - リファンピシン（RFP）600 mg、月1回（面前服用） - ジアミノジフェニルスルホン（DDS）100 mg、毎日服用 - クロファジミン（CLF）300 mg、月1回（面前服用）・また月1回以外の日は50mg、毎日服用    | 1年間、下記3剤で治療する。 - リファンピシン（RFP）450 mg、月1回（面前服用） - ジアフェニルスルホン（DDS）50 mg、毎日服用 - クロファジミン（CLF）150 mg、月1回（面前服用）・また月1回以外の日は50mg、隔日服用           |
| PB（少菌型）            | 6か月間、下記2剤で治療する。 - リファンピシン（RFP）600 mg、月1回（面前服用） - ジアフェニルスルホン（DDS）100 mg、毎日服用                                                                                            | 6か月間、下記2剤で治療する。 - リファンピシン（RFP）450 mg、月1回（面前服用） - ジアフェニルスルホン（DDS）50 mg、毎日服用                                                                                             |
| SLPB （単一病変少菌型） | 以下の3剤使用（ROM）にて、以下の治療薬が使用される。1回投与のみ。 - リファンピシン（RFP）600 mg、月1回（面前服用） - オフロキサシン（OFLX）400 mg、月1回（面前服用） - ミノサイクリン（MINO）100 mg、月1回（面前服用） | 以下の3剤使用（ROM）にて、以下の治療薬が使用される。1回投与のみ。 - リファンピシン（RFP）600 mg、月1回（面前服用） - オフロキサシン（OFLX）400 mg、月1回（面前服用） - ミノサイクリン（MINO）100 mg、月1回（面前服用） |

#### 日本の治療基準
日本でも適切な治療法ということでWHOの基準を採用しているが、治療後の状態について言及しており、MB型なら菌陰性化するまで、PB型なら活動病変が消失するまでは完治とせず治療を継続とする。日本の保険適応薬剤はDDS, RFP, CLF, OFLXである。小児の発症例はほとんどないので基準として設置していないが内服量はWHOに準じる。SLPB（皮疹が1個のみ）の患者は日本ではPBとして治療する。
| MB（多菌型） | BI3+以上、BI不明例 | BI3+未満、または極初期病変（発症6か月未満） |
| MB（多菌型） | WHOのMB治療法に準じて2年間、下記3剤で治療する。治療終了時、菌の陰性化（すなわちBI0）しなければ、さらに1年間追加する。さらに菌の陰性化が認められなければDDS+CLFなどの2剤以上で維持療法を行う。 - リファンピシン（RFP）600 mg、月1回 - ジアノジフェニルスルホン（DDS）100 mg、毎日服用 - クロファジミン（CLF）300 mg、月1回・また月1回以外の日は50mg、毎日服用 | WHOのMB治療法に準じて1年間、下記3剤で治療する。治療終了時、菌の陰性化（すなわちBI0）しなければ、さらに1年間追加する。 - リファンピシン（RFP）600 mg、月1回 - ジアノジフェニルスルホン（DDS）100 mg、毎日服用 - クロファジミン（CLF）300 mg、月1回・また月1回以外の日は50mg、毎日服用 |
| PB（少菌型） | WHOのPB治療法に準じて半年間、下記2剤で治療する。半年経っても活動病変がある場合はDDSまたはCLFを継続し、活動病変がみられなくなるまで治療を継続する。 - リファンピシン（RFP）600 mg、月1回 - ジアノジフェニルスルホン（DDS）100 mg、毎日服用 | WHOのPB治療法に準じて半年間、下記2剤で治療する。半年経っても活動病変がある場合はDDSまたはCLFを継続し、活動病変がみられなくなるまで治療を継続する。 - リファンピシン（RFP）600 mg、月1回 - ジアノジフェニルスルホン（DDS）100 mg、毎日服用                                            |

### 治療法の歴史

#### 大風子油による治療
大風子油（だいふうしゆ）は、イイギリ科 Hydnocarpus 属（APG植物分類体系ではアカリア科に移動）に属する何種類かの植物の種子である大風子（Hydnocarpus Anthelmintica）の種皮を除いてから圧搾して得た脂肪油である。搾油直後には白色の軟膏様の性状を示し無味無臭であるが、次第に黄色に変化して特有の臭いと焼きつくような味を生じる。大風子油にはヒドノカルプス酸とチョールムーグラ酸という不飽和環状脂肪酸が含まれており、その成分がらい菌の成長阻害作用を生じる。
もともとは古代より東南アジアやインドの民間療法として行われていた治療法であった。中国には明の時代に伝わり1578年の「本草綱目」にハンセン病の治療薬として漢方の処方が記載されている。日本でも江戸時代頃から用いられた。19世紀末にはヨーロッパでも使用されるようになった。1920年代にオーストリアの植物学者ヨゼフ・F・ロックにより再発見され、全世界で一般的に使用されるようになった。
1917年にはイギリスの医師・ロジャース卿によって大風子油からジノカルピン（Gynocarpin）脂肪酸を製剤化し、内服薬・注射薬が作られた。その後、1920年にヒギロカルプス酸ナトリウム製剤（内服薬・注射薬）が作られた。これらは「アレポール」と呼ばれ、イギリスの植民地であるインド・ビルマを中心に使われた。その後、種々の改良が行われた。アメリカ薬局法には、内服療法では消化器障害の副作用を生じるための注射薬として記載された。
大風子油の注射の欠点は注射部位に結節や瘢痕を残すことであった。効果が乏しく無効という意見も多かったが、大風子油で治療をしない場合に比べれば効果はゼロではないとした報告があることと、他に有効な薬剤が存在しなかったために、大風子油による治療は多くの国で行われた。その後、1943年のプロミンが有効であるという報告以降は、大風子油による治療は徐々に行われなくなった。

#### プロミンの発見と改良
抗菌剤のグルコスルホンナトリウム（プロミン）は、DDSにブドウ糖と亜硫酸水素塩を縮合させて水溶性にした化合物である。体内ではDDSとなり、それが有効成分として働く。プロミンはアメリカ合衆国のパーク・デイビス社の商品であったが、毒性が強く、注射製剤のみの使用に限られるという欠点があった。
プロミンは、1941年にアメリカ合衆国のガイ・ヘンリー・ファジェットによって、ハンセン病患者に使用された。本来は結核治療薬として開発されたが、アメリカ合衆国ルイジアナ州のカーヴィル療養所に入所しているハンセン病患者に実験的に投与したところ、効果があることがわかった。そこで1943年に症例数22、改善15、不変6、悪化1という画期的な報告を写真付きで、アメリカ合衆国の医学雑誌に発表した。プロミンはその後、世界的にも非常に効果のある特効薬であることが確認され、ハンセン病の治療が、この時を境に劇的に変化した。原著の表を示す。
| Type                             | Number | Improved | Stationary | Worse | Bacteriologic reversion from positive to negative |
| -------------------------------- | ------ | -------- | ---------- | ----- | ------------------------------------------------- |
| Mixed, far advanced              | 6      | 3        | 2          | 1     | 1                                                 |
| Mixed, moderately advanced       | 5      | 4        | 1          | o     | 1                                                 |
| Lepromatous, far advanced        | 1      | 1        | 0          | 0     | 0                                                 |
| Lepromatous, moderately advanced | 9      | 6        | 3          | 0     | 3                                                 |
| Neural, moderately advanced      | 1      | 1        | 0          | 0     | 0                                                 |
| Total                            | 22     | 15       | 6          | 1     | 5                                                 |

その後、DDSがプロミンと同様の効果があることが分かった。さらにこれはプロミンの欠点を改善する形で、経口投与が可能となり、この治療薬の薬物療法が主役になった。
日本では、1948年7月に吉富製薬からプロトミンの商品名で発売された。
DDS成分の薬品は、その後レクチゾールの商品名で販売されており、ハンセン病のみならず、多くの疾患でも使用されている。

#### リファンピシンの使用
らい菌と結核菌は近縁関係にあるため、結核菌に有効である薬はハンセン病にも試用された。そのうちリファンピシンに関しては、最初に試用したのは Opromolla DV, Lima Lde S, Caprara G. で、1965年のことであった。
リファンピシンは、ハンセン病の原因菌であるらい菌に対して殺菌的に作用することが後に分かった。高坂健二および森竜男らが、感染させたヌードマウスにリファンピシンを投与すると数日後に感染性を失うことを証明した。

#### WHO治療基準の変遷
多剤併用療法（MDT）は、前述したDDSに加え、クロファジミン（CLF）とリファンピシンの3種を併用する治療法であり、耐性菌の発生を予防するためにWHOが1981年に勧告し治療基準に組み込まれた。同年の最初の治療基準では多菌型と少菌型に区分されていたが、多菌型と少菌型の区分の定義は1997年の改訂版で使用されているものとは異なっており、また治療方針に関しても菌をゼロにするまで徹底的に治療を行う基準であった。その後、1987年、1993年、1997年に改定が加えられた。SLPB（単一病変少菌型）は1997年の改定で新たに治療基準に追加された。

### 民間療法
入浴と熱を加える治療法など
光明皇后のらい患者湯浴み伝説もあるが、ハンセン病患者に入浴させることは普通の考えであろう。日本においては、草津温泉がハンセン病に有効と言われ多くの患者が集まった。後藤昌文・後藤昌直父子 はハンセン病の入浴療法を考案しハワイの国王の要請でハワイまで行き指導して回った。ダミアン神父も習ったという。しかし、ハンセン病には有効でなかったため、この治療法は普及しなかった。全生病院では、風呂場外科、という言葉もある。初代看護婦であった石渡婦長は、光田健輔と相談して、船のようなものの下に車が付いていて、寝ながら入浴できるものを風呂場に持ち込んできてそれに患者を入れて体を洗ったという。
一方、アメリカ本土ではらい菌が熱に弱いことを利用した治療法の開発が試みられたが、雑誌The Starによるともう少しで焼肉になるほどの高温だったという。また部分的に四肢などに用いられるパラフィン浴も行われたところもあるが、温度管理の失敗で大きな火傷を起こすこともあったため療養所によっては行われなかった。ハンセン病と入浴にまつわる話として、フランス革命のジャコバン党の幹部のジャン＝ポール・マラーはハンセン病を患い、そのための入浴治療中にシャルロット・コルデーによって殺されたといわれており、その場面を描いた絵画は有名である。1986年当時の入浴に関する資料では、習慣として介護人が重装備をした上で行われていたとある。
瀉血療法
「瀉血」とは、血液を抜く治療法のことである。瀉血ははぶ咬傷など色々な疾患にも使われていた治療法である。ハンセン病への応用はらい菌に汚染された悪血を排出することを目的とした。元々は古代中国の医書「黄帝内経」には患部の腫れた所から瀉血する治療法の記載や、日本の近世医書にも多数の記載があったが、この治療法が普及したのは18世紀以降からである。開始時期は明確でないが日本では江戸時代または明治時代頃から行われた。名称として乱切・瀉血療法と呼ばれる。一般的には背部に行われた。非医師や家族により施行されたこともあった。実施年齢は子供が多く都市部で15.1%、離島では50%近くが行われた。実施年齢については乳幼児59.1%、幼児期27.8%、新生児期2.0%であった。背部では細い瘢痕、頭部では小さい脱毛が残る。日本での治療法は次の通りである。
1. 柄つき剃刀を使用し出血させる。
2. 芭蕉の芯で拭き出血を増大させる。火吹き竹で出血を増大させることもあるため「ブーブー」とも呼ばれた。
3. 泡盛で消毒する。

ぶちぬき
日本では、自分の踝（くるぶし）の上に灸をすえ皮膚に穴を開ける民間療法があった。「ぶちぬき」とも呼ばれている。多数の灸をする民間治療も、草津温泉などにあった。
脳髄食
過去に朝鮮の民間療法では、生の脳が特効薬であるという迷信があった。これにより、児童の脳味噌が食べられるという京城府竹添町幼児生首事件が発生している。

## 予後

### 再発
MDT（多剤併用療法）後のハンセン病の再発率は0.01 - 3.3/100人/年とされている。再発の原因は、薬剤に抵抗性を持つが活動していなかった菌の再活性化、薬剤耐性菌の増殖等が挙げられるが、患者個々の原因については特定できないことが多い。

### 余命および死亡原因
ハンセン病は適切に治療を行えば治癒する疾患であり、後遺症にまで進展するケースは少ないため、余命に関する統計はない。
プロミン発見以前は適切な治療法が存在しなかったため後遺症に至るケースも多く、後遺症を含めた余命を考慮すると、若干低くなる。ハンセン病の神経障害が原因で生じる喉頭機能障害は、呼吸困難を誘発するため主な死亡原因であった。
日本では療養所内の食糧事情の問題の影響など社会的事情から、感染症が療養所内で流行するなど、余命の低下が1945年（昭和20年）をピークにみられた。死亡原因としては、日本国内やその頃統治していた朝鮮では結核が、沖縄ではマラリアが最大であった。2009年の報告では、それによると菊池恵楓園では平均年齢86.7歳の71名の死亡原因は肺炎21名、悪性腫瘍20名、循環器疾患9名、脳血管疾患5名、呼吸不全（肺炎を除く）5名という統計があり、これはハンセン病以外の人の死亡統計の分布とあまり相違ない。

## 社会的側面
ハンセン病に関しては、感染性の問題や差別・隔離の問題などが世界各地で起きている。日本でもらい予防法違憲国家賠償訴訟などの社会問題に発展した。その他日本での詳細については、日本のハンセン病問題に詳しく述べる。

### 差別の由来
ハンセン病患者に対する差別には、いろいろな要因がある。
1. 外見上の特徴から、日本では伝統的な穢れ思想を背景に持つ有史以来の宗教観に基づく、神仏により断罪された、あるいは前世の罪業の因果を受けた者の罹る病と誤認・誤解されていた（「天刑病」とも呼ばれた）。
2. 「ハンセン病は、感染元がらい菌保有者との継続的かつ高頻度に渡る濃厚な接触が原因であるという特徴がある」ことから、幼児に対する性的虐待や近親相姦などを連想させ、誤解・偏見が助長された。
3. 「非常に潜伏期が長いため感染症とは考えにくい」「政府自らが優生学政策を掲げた」ことから、「遺伝病」であるとの誤認・誤解が広まった[注釈 12]。
4. 鼻の軟骨炎のために鞍鼻（あんび）や鼻の欠損を生じるが、同じ症状を呈する梅毒と同じと信じられた時期があった。ハンセン病に罹患したダミアン神父もまた、女たらしなどという非難があったのは、梅毒とらい病が同じであると誤解されていたからである[58]。

### ハンセン病コロニー
歴史的にはハンセン病は治らない病気で視覚的な変形や身体障害が影響し伝染性の強いものであると誤認・解されていたため、ハンセン病患者は多くの社会から強制的に排除された。そのため一つの場所に救済を求めてハンセン病患者が自主的に集まったり、ハンセン病患者が強制的に1箇所に集められることによって、ハンセン病コロニーができた。この中にはハンセン病療養所として治療のための施設が作られたところもある。多くのコロニーは社会から断絶した島や僻地にあることが多い。ハワイのモロカイ島やノルウェーの国立病院などの例がある。
キリスト教に則って運営されたハンセン病者施設は、聖書の中のラザロの寓話から「ラザーハウス」（lazar house）と呼ばれる。

#### 世界のコロニー
長期に存在した有名なコロニーはハワイモロカイ島のカラウパパ、トリニダード・トバゴのチャカチャカレ、クレタのスピナロンガ、フィリッピンのクリオンがある。
カラウパパ
モロカイ島のカラウパパでは、ダミアン神父が定住し奉仕した後、医師が住むようになり療養所となった。
スピナロンガ
政府が1903年に隔離の島と指定した際、トルコ系の住民が去り、患者棄民の島となり悲惨な状態となった。食料、水は届けられたが、医師は最後まで定住しなかった。その後患者として、また若いリーダーとして神父ジョゼフ・パヴラキス（Joseph Pavlakis）が来島し、彼は人々をいくつかのグループに分けた（家を修繕するグループなど）。教会や、ダンスホールや、劇場などもできた。当然、らいに対する誤解偏見はなかった。最後に神父を含み30名が1957年にギリシアに帰還した。
クリオン
フィリッピンの島のコロニー兼療養所で1906年に創立された。一時は5000人以上の患者が集まった時もあった。第2次大戦の影響で、マニラで鋳造された貨幣が使えず、現地で紙幣が作られ使用された。2006年には100周年を迎えイベントが行われた。
台湾
1929年、楽生療養院が、当時台湾を統治していた日本の台湾総督府によって設立された。台湾で最初の公立ハンセン病療養所で台北郊外に位置。同院は開設当初は病舎3棟、入所者100人と小規模なものだったが、ハンセン病患者への強制隔離政策で1969年には病舎61棟、入所者1,050人の大型施設に発展した。1994年に台北捷運の車両基地の建設予定地に選ばれたことをきっかけに、療養施設の歴史的価値や入所者の人権問題などが一般市民にも広く認識されるようになり、2009年には楽生院が当時の台北県（現・新北市）政府から文化的景観と歴史的建造物に指定され、行政院長（首相）も過去にあった患者への差別について謝罪を行った。
韓国
1916年、小鹿島更生園が開設された。
日本政府は小鹿島更生園及び楽生院の入所者に対して補償金を支払っている。

#### 日本の療養所
日本では明治時代にハンセン病患者の救済が行われ、療養所が建てられた。日本では、1889年にテストウィード神父が静岡県御殿場市神山に神山復生病院を設立したのが最初の療養所であり、その後各地に私立療養所が建てられた。公立療養所（都道府県連合）に関しては、1907年に設置の法律ができ、その2年後に全国に設置された。その後、多くの私立療養所は閉鎖されていった。1930 - 1940年頃になると、国による一括統治・強制隔離政策を推進することや、患者数に比例して各県から予算を決定する会議が毎年大変であったことなどの理由により、公立療養所（都道府県連合）は国に移管され国立となった。2019年5月現在、13の国立療養所と1の私立療養所が現存している。ハンセン病は回復しているが過去の強制隔離政策により入所させられた人のうち、後遺症が残っており介助を必要としている人と、社会における生活基盤の喪失と家族との関係絶縁が原因で入所継続が必要な人の施設となっている。また、ハンセン病療養所を退所後、療養所に戻った元患者が、2009 - 2018年度の10年間で、延べ129人に上っている現状もある。
なお、国立ハンセン病療養所の一つである国立駿河療養所は、1942年にハンセン病傷痍軍人療養所として建てられたものである。これは日本で初めてであった。神山復生病院と同様、静岡県御殿場市神山にあるが場所は離れている。1945年に現在の名前に改称し、厚生省（現在の厚生労働省）の所管となった。

#### ハンセン病療養所で使われていた特殊通貨
20世紀前半を中心に、世界各地のハンセン病療養所やコロニーにおいて、菌を伝染させないためや患者を隔離するためとして、通貨（主に貨幣）が発行された。特殊紙幣/貨幣は様々な国で使用された。最も早い発行は1901年で、当時ハンセン病患者が多かったコロンビアでは感染を防御する目的で療養所のみで使用される特殊貨幣が政府により鋳造された。マレーシアでは、ゴードン・アレクサンダー・リリー（Gordon Alexander Ryrie）が特殊貨幣を発行した。日本、韓国でも特殊貨幣が作られ、療養所内で使用されていた時期があった。不祥事などが発覚し廃止されたが、紙幣を検査して菌が付着していないので廃止した国もある。

### 偽名・仮名の使用
ハンセン病患者が偽名（仮名）を使用することは多い。この偽名使用に関してはアメリカのみならず、日本でも普通にみられる。国立ハンセン病療養所の一つである邑久光明園で1998年に行われた調査によると、「実名使用」は200名・「仮名」は127名・「不明」は6名であった。また、仮名を使用する理由としては「家族に被害が及ぶのを防ぐため」が85名と最も多く、「以前から使っている名前だから」10名・「皆そうしている」10名・「勧められて」7名・その他10 名（不明を除く）と続いた。らい予防法廃止（1996年）以前は非常に多かったが、廃止を機会に実名に戻った人も多い。

### 伝説・民話
中国の広東省、福建省および台湾においては、ハンセン病に罹患した男性が女性と性行為を行い、伝染させると自分のハンセン病は治ると信じられていた。また、逆も信じられていた。この迷信に基づく悲話、艶話は多い。福建省の風習に患者が死亡すると別に墓を作り、しかも、亀甲墓の入り口を閉じ、「開かん墓」とする風習があり、沖縄県今帰仁にもそれがある。

## 歴史

### 起源
世界の各地域から採取されたらい菌を遺伝子解析し比較した研究によると、らい菌は東アフリカで誕生したと見られている。なお、らい菌が発見される以前は似たような症状の病気を混同することも多く、古い時代の報告例では現在のハンセン病に当たるのかはっきりしないものもあるので注意が必要である。
一例として『描かれた病』（リチャード・バーネット）では写真普及以前に使用されていた医学書の精密画について「痂皮形成らい病」と「結核様らい」と書かれている症例について、「（現在の視点からでは）魚鱗癬の可能性が高い」と指摘している他、結核（皮膚結核）もハンセン病との区別が難しかったとしている。
ハンセン病に関する最古の記述は、紀元前2400年のエジプトの古文書、医書としては紀元前2世紀のインドの『チャラカ・サンヒター』や『スシュルタ・サンヒター』である。その他にも、ペルシアでは紀元前6世紀に、中国では『論語』に、あるいはギリシアでは紀元後1 - 2世紀の医師の記述にハンセン病の症状の記述がある。日本のハンセン病に関する最古の記述は720年頃、日本書紀に残っている。
中世鎌倉遺跡である由比ヶ浜南遺跡の発掘調査で、ハンセン病による変病骨が発見されている。
江戸時代後期の遺跡と見られる青森県畑内遺跡第26号土坑墓から出土した古病理学的にハンセン病と診断される人骨の上顎から、らい菌のDNAが検出された。この人骨は東北大学総合学術博物館に所蔵されている。

### 中世ヨーロッパでの流行
西ヨーロッパには中世初期に侵入したと考えられており、300年頃からヨーロッパでハンセン病が蔓延した。十字軍による移動や民族大移動によりハンセン病は拡大し、11世紀・12世紀にハンセン病の流行がピークとなった。
1096年にはじまった十字軍は、パレスチナ・エルサレム地域のハンセン病がヨーロッパに蔓延するきっかけとなった。罹患した兵士のためにエルサレムのラザレット（lazaretto：ハンセン病患者専用の収容所・らい院）が作られ、患者救済が行われた。その後、ヨーロッパ各地にもハンセン病が蔓延してきたため、フランスやドイツなどにもラザレットが作られた。ラザレットでは、ハンセン病を「ミゼル・ズフト」（貧しき不幸な病）と称して救済が行われたが、当時のローマ教会は旧約聖書に基づき、「ツァーラアト」の措置として「死のミサ」や「模擬葬儀」など祭儀的な厳しい措置が行われることも多かった。また、外出時には自分が患者であることを分かるような服装を強制され、公衆の場に出ることは制限された。旧約聖書レビ記13 - 14章には患者と思しき人物を一時的に隔離して祭司が経過を観察する法があるが、これには感染していなかった場合や治癒した場合の復権の規定も含まれており、不治の病であるかのような誤解に基づく種々の差別とは一線を画している。中世において行われていたのは公衆衛生上の隔離ではなく「風俗規制」による社会的隔離のための患者隔離政策が行われた。具体的には「現社会からの追放」「市民権・相続権の剥奪」「結婚の禁止、家族との分離、離婚の許可」「就業禁止、退職の促進」「立ち入り禁止などの行動規制」などの制裁措置がとられた。一方で兵役、納税、裁判出頭の義務は免除されていたが、それは公民としての存在が否定されていたことを意味する。そのため、ハンセン病患者に対する偏見・差別が拡大した。社会的隔離政策の勅令としてはカール大帝が有名で、その後出現した法治国家でも「患者隔離法」や「患者取締令」によりらい院に強制収容された。
13世紀には新約聖書に範をとった「救らい事業」が行われた。ローマ教会に対抗し、アッシジのフランチェスコの献身的な救済活動により、1209年に組織されたフランシスコ会はアッシジに「らい村」を建設した。そこでは、一つの共同自治社会が形成され、「死のミサ」や「仮装埋葬」などの儀式もなく、また外出も自由にできた。新約聖書の「マタイ伝」16章に出ているイエス・キリストの教えと行動に則った病者への「労わり」に基づく救済活動であった。また、キリストによるハンセン病患者の治療は奇跡として扱われ、ハンガリーの聖女エリーザベトによる救済などや、十字軍時代のパレスチナに設置されたらい院でのラザロ看護騎士団の患者救済にも影響を及ぼした。
14世紀頃になるとヨーロッパではハンセン病患者は次第に減少した。1348年の黒死病（ペスト）の大流行でラザレットの収容者が一掃されることもあり、ヨーロッパ各地のらい院は次々に閉鎖された。

### 世界への拡大
16世紀にはヨーロッパやアフリカからアメリカ大陸にハンセン病がもたらされた。そして18世紀には北米、19世紀後半には太平洋諸国に広がった。
19世紀にハワイで激しい流行がみられた。政府は棄民政策をとり、モロカイ島に患者を隔離・定住させた。1873年にハワイで布教をしていたダミアン神父がモロカイ島に定住し奉仕を開始した。
1850年から1920年にかけて、ノルウェーにハンセン病が流行した。戦争による飢饉が引き金となり、人口の多い地方より漁村や農村で流行した。1885年に世界で初めて衛生立法に基づく強制隔離政策が行われた。これは、1897年にドイツで開かれた第1回国際らい会議で発表され、強制隔離政策が評価された。ただし、患者全員を国立病院に隔離する前に流行は終結した。
1920年代にナウル島と1980年代にカピンガマランギ島で3割の住民に感染発病を示すほどの流行がみられた。この様なハワイと同様な激烈な流行については、感染症に対する処女地では弱い感染症進入でも流行が発生するという考えがあり、外的物質に対する免疫能がない（自然免疫能）とも考えられるが、しかし十分な説明はなされていない。

### 近代のハンセン病政策の動向
1897年、ドイツで開かれた第1回国際らい会議でノルウェーの事例が発表され強制隔離政策が推奨された。ただし、日本の隔離政策とは異なり警察による取締りではなく、医師の判断に基づいた強制隔離であった。1909年にノルウェーで第2回国際らい学会が開催され、強制隔離政策による対策の重要性が再確認されるとともに、早期にハンセン病患者から子供を引き離すことが推奨された。
1907年、フィリピン（米国統治下）では、元来、強制隔離政策を行っていたが、大風子油（当時の治療薬）による施設治療を行い、菌が陰性化した患者は社会復帰させるという開放制度に転換した（パロールシステム）。患者の意志ではなく、多くの伝染病患者に対し施設収容・治療の効率化することが目的であったが、この開放制度は世界で初めての試みで画期的な政策であった。この政策は、1923年にストラスブルクで開かれた第3回国際らい学会によって発表されたが、退所後の再発は非常に高いことなどが明らかになり、開放制度や大風子油治療の効果については否定された。一方で小児に伝染しやすいことから「産児は母から引き離すこと」「らい患者は伝染させる職業にはつくべきでない」などの公衆衛生的に必要な隔離ための方法が決議された。
1931年、国際連盟は「らい公衆衛生の原理」と題する著作を発刊し、ハンセン病の早期患者に対しては施設隔離を行わず、外来診療所で大風子油による治療を行うのが望ましいとされ、政策として初めて「治療対策」「脱施設隔離」が打ち出された。ただしその一方で重症の伝染性の強い患者は施設に強制的に隔離する重要性も再確認されている。1938年にカイロで開催された第4回国際らい学会では、その影響を受けて疫病地の大風子油による施設治療政策は認められた。
1941年にはアメリカのファジェットにより新薬であるプロミンが使用され、これにより大風子油からプロミンと治療方法が変化しハンセン病は治る病気となった。その後は、隔離政策は徐々に衰退し外来診療が重視されていくことになる。
各国の状況
日本では世界的な動向と逆行するかのように、1931年に強制隔離政策（感染の拡大を防ぐため全患者を療養所に強制的に入所させる政策）が開始された。
1942年頃のアメリカでは、テキサス・ルイジアナ・フロリダの州法において、医師の診断を条件にカーヴィルの療養所へのハンセン病患者の収容が行われた。この療養所は1894年に開所され、1942年当時アメリカ本土に2500人存在したハンセン病患者のうち1371名が入所していた。

## 著名な研究者・治療者
ガイ・ヘンリィ・ファジェット（Guy Henry Faget）
ガイ・ヘンリィ・ファジェットは、アメリカ合衆国カーヴィル療養所の病院長（director, 1940-1947）で、プロミンのハンセン病に対する有効性を発見した。1947年に心臓病で亡くなり、没後の1958年に東京の国際らい学会と、1984年のカーヴィル百年祭でも表彰された。なお、The Starの初代編集長によると、健康を害したあと事故で亡くなったことを示唆している。
小笠原登（おがさわらのぼる）
小笠原登は、ハンセン病の伝染力の弱さからハンセン病体質病説を主張。光田健輔らが唱える患者の強制隔離に反対するも、当時（昭和初期）の学会では否定された。
ヒラリー・ロス修道女（Sister Hilary Ross）
アメリカ合衆国カーヴィル療養所の薬剤師、検査技師、研究生化学者（research biochemist）、Fagetとの共著を含め、46編の論文を書いた。特にスルホン剤の尿中、血中濃度を測定し、使用法の決定、その他広くハンセン病学に貢献し、色々な学会に出席し、1958年にはダミアン・ダットン（Damien-Dutton）賞、プレジデント・メダル（President’s Medal, 女性では初）を与えられた。患者にも慕われ、「カーヴィルの奇蹟」のベティ・マーティン（Betty Martin）に検査技術を教えた。
光田健輔（みつだけんすけ）
光田健輔は、ハンセン病と非ハンセン病を区別する目的で、殺菌したらい菌を抗原とした研究を行った。しかし、それは「L型」と「T型・正常」を区別する「光田反応」として完成した。光田反応はレプロミン反応とも呼ばれ、ハンセン病の複雑な病型を理解する上で重要な反応である。実際には、光田の愛弟子である林文雄が完成した。太田正雄は、この反応をバンコクの学会で知りこのような論文が埋もれているのは惜しいと、国際雑誌を立ち上げた際に林の文献をその1号に掲載した。光田は1961年にダミアン・ダットン賞を受賞した。
村田茂助（むらたもすけ）
村田茂助は、ハンセン病の反応で有名な癩性結節性紅斑 Erythema nodosum leprosum ENL（俗に熱コブ）を世界に先駆けて研究、命名した。全生園の外科医師で、光田健輔と同時代の研究家、彼との共著もある。しかし早く開業に転じた。
石館守三（いしだてもりぞう）
石館守三（1901-1996）はハンセン病治療薬であるプロミンの合成を日本で初めて成功した。東京大学医学部薬学科で研究した。
ウイリアム・ジョップリング（William H Jopling）
ウイリアム・ジョップリングは、ハンセン病の分類で有名である。ロンドン大学卒。戦前はハンセン病にも興味があったようであるがアフリカで内科・産婦人科をやり、戦時中は軍医であった。戦後の1947年、36歳の時にロンドンに帰り、大学院で熱帯医学を専攻した。その後、1950年に戦後ロンドン郊外の古城に作られたハンセン病病院「ジョーダン（Jordan）病院」の住み込み院長となり、そこで病理医のリドリー（Ridley）と共にRidley-Jopling分類を完成した。1962年にはらい反応も研究した。ジョップリングのエピソードとして「1950年代の初めにErythema nodosum leprosumの命名者が知りたくて尋ねて回り、東京からの客人によりそれは村田茂助であると分かった」ということがある。ジョップリングは、彼が独力で書いた教科書Handbook of Leprosyでも有名で、この教科書は5版を数える。その他、Leprosy stigmaについての論文やThe Starに書かれた自叙伝も有名である。
柳駿
柳駿（Joon Lew）は、大韓民国のハンセン病指導者で延世大学名誉教授。医学生の時に、徘徊するらい病患者にショックを受け、京城帝国大学、九州大学細菌学教室、カリフォルニア大学でハンセン病を学んだ。医師になり、最初に勤務したのは小鹿島更生園であった。1947年らい浮浪者の団体のボスを集め、物乞いを止めようと、希望村という運動を始めた。朝鮮戦争前には16もの希望村ができた。希望村運動は中央政府により新しい定着村運動となった。その他、柳駿医科学研究所理事長になり、ハンセン病関係の種々の役職を歴任した。毎年開催される日本ハンセン病学会にも出席する。
ケイト・マーズデン (Kate Marsden)
イギリスの看護婦、冒険家、旅人。1859生、1931年没。父親はロンドンの弁護士。8人兄弟の末っ子。たいへんおてんばであったという。父親が若死したので病院の見習看護婦になった。当時彼女はブルガリアの戦争に行く志願をしている。トルコと戦争をしたロシア人を介護したようであるが、これに関する資料は不確実である。イギリスに帰り正規の看護婦になり、婦長になる。ハンセン病のハワイの療養所に勤務したいと申し出、断られている。インドに行こうと考えていた時、ロシア赤十字から先の戦争で看護に功績があったと招待を受けた。彼女はロンドンの宮殿で皇太子妃に拝謁、ロシアの女帝に親書を書いてもらい、旅に出る。エルサレム、コンスタンチノープル、現在のトビリシに赴く。1890年11月。モスクワに到着。大主教やトルストイ伯爵夫人の支援を取り付ける。北東シベリアを目指したが、バイカル湖近くのイルクーツクで支援委員会を作った（イルクーツクらい療養所を創設したようである）。その後の活躍も述べられているが、このプロジェクトに協力した人もいる。この旅行が真実であったのか、批判もある。
アシュミード
アルバート・シドニー・アシュミード・ジュニア（Ashmead, Albert Sydney Junior）（1850.4.4 - 1911.2.20）はアメリカの医師で、1874年から1875年にかけ、東京府病院（1874 - 1881）で医学を教えた。当時の日本のハンセン病に興味を覚え、研究を始めた。1876年帰米。1897年のベルリン国際らい会議を強く推進した一人であった。彼はその会議に出席はしなかったが、強力な移民禁止、隔離論者であった。その会議はハンセン病隔離政策への潮流をつくった。
ハンナ・リデル
ハンセン病専門病院の設立や治療体制の確立に貢献するなど日本のハンセン病史に名を刻んだ。

## 著名な患者
- エルサレム王ボードゥアン4世（1161年 - 1185年）
幼少の頃に発病した。しかし、13歳で即位して以来24歳で没するまで、勢力を増大させていたサラーフッディーンを向こうに回して自ら戦場に出て戦い続け、存命中エルサレム王国の独立を守った。
- スコットランド王ロバート1世（1274年 - 1329年）
第一次スコットランド独立戦争でイングランド王エドワード2世を破ってスコットランドをイングランドの支配から解放し、空位となっていたスコットランドの王位に就いた。晩年の1329年に発病し、同年没した。
- 朝鮮世祖王（1417年 - 1468年）
第4代国王世宗の次男。兄の文宗の死後、甥の端宗が11歳で即位すると、幼い王を補佐する役割を担うが、端宗に退位を強要して1455年に自ら即位した。晩年に身体の皮膚が徐々にハンセン病に侵されるようになり、1468年に次男の海陽大君（睿宗）に王位を譲る形で上王となったが、その翌日に薨去した。
- 大谷吉継（1559年 - 1600年）
日本の戦国時代後期、豊臣秀吉配下の武将。賤ヶ岳の戦いでは七本槍に匹敵する武功を挙げた。業病[注釈 26]を患っており、顔が爛れていたと伝わっているため、おそらくはハンセン病に罹患していたと考えられている。石田三成と固い友情で結ばれていたと言われ、関ヶ原の戦いでは東軍有利と思いつつも、三成との友情に報いるために西軍について闘い、最後は自刃して果てた。
ある時開かれた茶会において、招かれた豊臣家諸将は茶碗に入った茶を、1口ずつ飲んで次の者へと渡して回し飲みを始めた。この時、吉継が口をつけた茶碗は誰もが嫌い、後の者たちは病気の感染を恐れて飲むふりをするだけであったが、石田三成だけは普段と変わりなくその茶を飲んだ（一説には吉継が飲む際に顔から膿が茶碗に落ちたが、三成はその膿ごと茶を飲み干したとされる。また三成でなく豊臣秀吉であるという話もある）。この逸話は本郷和人によると、典拠が不明の信憑性の乏しい逸話で、江戸時代に遡ることが難しく、明治時代のジャーナリストであった福本日南が1911年に刊行した『英雄論』では、三成ではなく秀吉の話として記載されている[92]。
- ダミアン神父（1840年 - 1889年）
ベルギー人のカトリック司祭。ハワイ王国のモロカイ島でハンセン病患者たちのケアに生涯をささげ、自らもハンセン病で命を落とした。
1873年、許可を得てモロカイ島に渡り、ハンセン病患者の救済に尽力した。神父の活動は世界に報じられ、やがて救癩の使徒と呼ばれるようになった。1884年12月にダミアン神父はハンセン病（LL型）を発病した。このとき、癩菌発見に関わった細菌学者ナイセルの弟子の一人で当時ハワイでハンセン病の研究中だったアーニングがダミアン神父を診察した。当時はハンセン病に対する医学知識が乏しく、多くの医師が梅毒とハンセン病の区別がつかないばかりか、「梅毒はハンセン病の第4期」と考えていた学者さえいるほどであった。このためダミアン神父のハンセン病罹患の原因を「患者の女性と関係を持ったこと」であるという中傷さえ行われた[93]。その後、ダミアン神父の発症原因については多くの研究が行われたが、そのうちの一人であるジョプリングは、ダミアン神父が発病したのは患者の世話などで癩菌に対する露出が濃厚であったことと、体質的に発病しやすいタイプであったと考えられると発表している[94]。
カトリック教会はダミアン神父を1995年に福者、2009年に聖者に列した。
- 野口寧斎（1867年 − 1905年）
明治時代の漢詩人。ハンセン病を患い死亡はそのための病死とされるが、野口男三郎事件（臀肉事件）における裁判で殺害された容疑で裁判にかけられたことでも知られる（寧斎殺害については無罪判決）。
- 明石海人（1901年 - 1939年）
静岡県沼津市出身で、ハンセン病を患いながらも短歌を発表した歌人である。ハンセン病発症前は小学校教師をしていた。ハンセン病の後遺症で失明や発声障害（神経障害のため喉頭機能障害になり、気管切開を受けた際に発声障害となった）なども併発した。腸結核のため長島愛生園で没した。没年の1939年にはベストセラー歌集『白描』[注釈 27]を発刊する。
- 桜井哲夫 (詩人)（1924年 - 2011年）
- 村越化石（1922年 - 2014年）
静岡県藤枝市生まれの俳人。15歳で治療のために離郷、1941年から群馬県草津町の国立療養所栗生楽泉園で暮らす。失明した後も、妻や職員の手を借りて句作を続けた。
- ヨゼフ・パヴラキス
ハンセン病を発病して、1903年に遺棄の島と指定されたギリシャ王国のクレタ島東部に位置するスピナロンガ島に送られた神父である。スピナロンガ島はハンセン病の患者が次々に送られて悲惨な状態となっていたが、パヴラキスは患者を集めて建物班を作るなど組織化し、水の確保、および住宅・ダンスホール・劇場などの建設に尽力した。ギリシア政府は1954年に隔離を止め、ハンセン病の新規患者はアテネで治療することとなったため、1957年にアテネに帰還した[59]。
- 北条民雄（1914年 - 1937年）
自身のハンセン病体験に基づく私小説『いのちの初夜』で文學界賞を受賞。

## 雑誌
ハンセン病に関連する雑誌は国際的には、以下に紹介する雑誌『The Star』が有名である（2011年現在、廃刊）。療養所職員、専門家などにより、啓発記事、解説記事なども多く、大いに参考とすべき資料が多数掲載されている。一方、日本では療養所ごとに機関紙（療養所、自治会、また別の団体による発行）がある。日本の機関紙は各療養所の出来事を中心とした記事や入所者の随筆や文学の掲載の場になっており、雑誌『The Star』ほど専門性の高い記事はほとんど掲載されないが、その存在は入所者に生きがいを与えている。日本の療養所ごとに発行している雑誌については日本のハンセン病問題#日本および関連諸国のハンセン病療養所内の「ハンセン病療養所の雑誌」を参照のこと。また学術的、国際的には英国の発行によるLeprosy Reviewが発行されている。
雑誌『The Star』
患者により編集、発行されたハンセン病に関する啓発雑誌である。米国の療養所カーヴィルで、盲目の編集長スタンリー・スタイン（Stanley Stein）が1941年に創刊、2001年に廃刊した。A4判で年6回発行。医師、看護師、技術者からの投稿が多いのが特徴で、患者に役に立つ記事も多く掲載されている。その中には専門誌に掲載されるような高度なハンセン病の総説論文も含まれている。裏表紙にも専門家によるハンセン病の簡単な解説がある。「ハンセン病の歴史」「ハンセン病の疫学」「ダミアン神父」「中世のらい患者」「MDT」「ハンセン病と妊娠」「代理貨幣」「ジョップリング博士の自叙伝」「菊池恵楓園の紹介」「ソ連のイルクーツク癩療養所（日本人投稿）」「ハンセン病のリハビリテーションのやり方」「スピナロンガ島」「神経細胞内のライ菌の電子顕微鏡写真」「日本のらい予防法が廃止される」などが今までに掲載された。患者からの投稿もあり、興味深い記事も多く含まれている。否定的な意味を含む「leprosy」という用語の使用は避けられたが投稿者の意向が強ければ使用も可能とされていた。愛生園図書館（歴史館）、国立ハンセン病資料館に相当数保存されている。
雑誌『Leprosy Review』
英国のLEPRA Health in Actionより年に4回発行されている。ハンセン病の理解とコントロールに資することを目的としている。研究の総ての面の原著、ハンセン病の教育関連の資料を発行し、ハンセン病に携わっている人々、および患者の役に立つことを目指している。

## 団体・学会
ハンセン病に関する研究の発展や各地で生じるハンセン病に関する諸問題への対処を目的として、様々な団体・学会が存在する。以下に代表的な機関を掲載した。

### 団体
世界救らい団体連合
世界救らい団体連合 (ILEP, International Federation of Anti-Leprosy Associations) は、各国保健省やその国で活動する他のNGOとの協力下で、医療従事者に対する技術向上トレーニング、患者の発見・治療とその後のリハビリテーション、さらには新治療法の開発などの研究活動を行う団体である。1966年に創立されたが当初はヨーロッパ救らい団体連合（ELEP）として設立し1975年に世界救らい団体連合（ILEP）と名称を変更した。ILEPにはヨーロッパ、アメリカ、日本の14団体が加入している。ILEP加入団体の活動はハンセン病問題のあるほぼ全ての国で実施されており、特徴として患者・回復者と直接接して活動する、すなわち草の根レベルの活動にある。
| 団体名                                    | 略称   | 国             |
| ----------------------------------------- | ------ | -------------- |
| 笹川記念保健協力財団                      | SMHF   | 日本           |
| Aide aux Lepreux Emmaus-Suisse            | ALES   | スイス         |
| American Leprosy Mission                  | ALM    | アメリカ合衆国 |
| Amici di Raoul Follereau                  | AIFO   | イタリア       |
| British Leprosy Relief Association        | LEPRA  | イギリス       |
| Comite International de l’Ordre de Malte  | CIOMAL | スイス         |
| Damien Foundation India Trust             | DFIT   | ベルギー       |
| Deutsche Lepra-und Tuberkulose Hilfe      | DAHW   | ドイツ         |
| Fondation Luxembourgeoise Raoul Follereau | FL     | ルクセンブルク |
| Fondation Raoul Follereau                 | FRF    | フランス       |
| Fontilles Lucha contra la Lepra           | SF     | スペイン       |
| Netherlands Leprosy Relief Associations   | NLR    | オランダ       |
| Secours aux Lepraux-Leprosy Relief        | SLC    | カナダ         |
| The Leprosy Mission India Trust           | TLM    | イギリス       |

IDEA
IDEA (International Association for Integration, Dignity and Economic Advancement) は、ハンセン病回復者の団体である。会長はDr. P. K. Gopal。積極的に国際的活動を行っている。

#### 笹川記念保健協力財団
笹川記念保健協力財団は、日本財団（財団法人日本船舶振興会）の一つでハンセン病制圧事業のみならずエイズ対策などの活動を行っている団体である。笹川良一の三男である笹川陽平がWHOハンセン病制圧特別大使を務め、ハンセン病の制圧、ハンセン病患者の人権問題に取組んでいる。2006年にはインドのハンセン病回復者とその家族が自立して暮らすための支援を行う「ササカワ・インド・ハンセン病財団」を設立するなど積極的な活動を行っている。この団体は、笹川良一（1899年-1995年）を会長として1974年に創設された。笹川良一は日本財団創設時より国内外のハンセン病問題に関心があり積極的に活動を行っていた。

### 学会
国際ハンセン病学会
国際ハンセン病学会（英: International Leprosy Association）はハンセン病対策に関する情報の発信、ハンセン病対策キャンペーンに対する支援、ハンセン病に関わる他団体との連携を目的とした学会である。1897年に国際らい会議がベルリンで開催され、これが後に第1回国際ハンセン病学会となった。当時は根本的な治療法が確立されていないため、隔離以外に対策のない疾患であると結論づけている。日本からは土肥慶三（皮膚科医）と北里柴三郎（細菌学）が出席した。化学療法の進歩に伴って、次々と重要な決定がこの学会を通じて出された。約5年おきに学会が開かれが、1982年インド開催時は世界ハンセン病ディで行われたので前回から5年後ではない。International Journal of Leprosy (Quaterly) という学会誌の発行も行っていた。
| 回数   | 開催年 | 開催地                            |
| ------ | ------ | --------------------------------- |
| 第1回  | 1897年 | ベルリン（ ドイツ帝国）           |
| 第2回  | 1909年 | ベルゲン（ ノルウェー）           |
| 第3回  | 1923年 | ストラスブール（ フランス共和国） |
| 第4回  | 1938年 | カイロ（ エジプト）               |
| 第5回  | 1948年 | ハバナ（ キューバ）               |
| 第6回  | 1953年 | マドリード（ スペイン）           |
| 第7回  | 1958年 | 東京（ 日本）                     |
| 第8回  | 1963年 | リオデジャネイロ（ ブラジル）     |
| 第9回  | 1968年 | ロンドン（ イギリス）             |
| 第10回 | 1973年 | ベルゲン（ ノルウェー）           |
| 第11回 | 1978年 | メキシコシティ（ メキシコ）       |
| 第12回 | 1982年 | ニューデリー（ インド）           |
| 第13回 | 1988年 | ハーグ（ オランダ）               |
| 第14回 | 1993年 | オーランド（ アメリカ合衆国）     |
| 第15回 | 1998年 | 北京（ 中国）                     |
| 第16回 | 2002年 | サルヴァドール（ ブラジル）       |
| 第17回 | 2008年 | ハイデラバード（ インド）         |
| 第18回 | 2013年 | ブリュッセル（ ベルギー）         |
| 第19回 | 2016年 | 北京（ 中国）                     |
| 第20回 | 2019年 | マニラ（ フィリピン）             |
| 第21回 | 2022年 | ハイデラバード（ インド）         |

日本ハンセン病学会
日本ハンセン病学会（英: Japanese Leprosy Association）は、ハンセン病に関する研究、会員相互の知識の交換を図る目的で設立された日本医学会分科会の一つである。1927年に「日本癩（らい）学会」として設立された。その後、「日本らい学会」を経て、「日本ハンセン病学会」の名称になった。日本ハンセン病学会は、ハンセン病医学の発展、すなわち病因の解明、診断、治療に貢献するのみならず、ハンセン病医療を向上させ、その成果を臨床や社会へ反映させ、さらに患者の福祉の向上や人権を尊重した医療の確立に向け活動を行っている。年1回の総会を行うとともに、日本ハンセン病学会雑誌を年3回発行。雑誌はインターネットで公開されている。

## 研究室・資料館
国立ハンセン病資料館
国立ハンセン病資料館は、東京都東村山市にあるハンセン病に関連する資料を扱う資料館・博物館である。元々は高松宮記念ハンセン病資料館として、藤楓協会創立40周年記念事業で作られた。ハンセン病療養所、入所者の実情をよく示し、らい予防法廃止への原動力となった。資料館に関する資料として「高松宮記念ハンセン病資料館10周年記念誌」（2004年）がある。2007年4月にリニューアルし、国立ハンセン病資料館として開館し、現在に至る。
国立感染症研究所ハンセン病研究センター
国立感染症研究所ハンセン病研究センターは、東京都東村山市にあるハンセン病の予防および治療に関する調査研究を行う機関である。2011年現在、感染制御部がある。当初はらい予防法の結果、国立らい研究所として発足した（1955年7月1日）。熊本分室もあったが1957年8月1日廃止された。1997年1月1日に国立衛生予防研究所の一部となり、4月1日より国立感染症研究所ハンセン病研究センターとなる。多くの基礎研究が行われ優れた結果を出した。安部正英は、非常に敏感なFTA-ABSを開発し、らい菌の感染について、多くの知見をもたらした。ハンセン病医学夏季大学（旧称らい夏季大学）を毎年一週間主宰し関心のある人々へ教育し、また外国の研究者への指導などに貢献した。
大阪皮膚病研究会
1929年7月4日、大阪の匿名の篤志家より、元大阪医科大学教授櫻根孝之進に3万円、次いで10万円の寄付があり、同教授らが創立した研究会である。「皮膚病」とあるが、ハンセン病専門の研究会である。1930年4月に専門誌「レプラ」を創刊、1931年に研究所を建設しここでは、高坂健二、森竜男、伊藤利根太郎などが活躍し、リファンピシン投与により感染源にならないことを発見するなどの業績を上げた。1932年に施設は大阪帝国大学に寄付され、1934年に財団法人化した。
1953年に櫻根賞（後の日本ハンセン病学会賞）を発足させるなど活動を続けたが、使命を終えたとして2003年に解散した。
草津町立温泉図書館
草津町立温泉図書館は、群馬県吾妻郡草津町にある公立図書館である。町内に国立療養所栗生楽泉園があることから、ハンセン病療養所に関する資料（栗生楽泉園に関する資料や入所者の出版物など）の収集を行っている。2015年（平成27年）時点で500冊ほど所蔵しており、日本の図書館の中では最大級の蔵書数である。

## ダミアン・ダットン賞
1944年にアメリカのニューヨークに設立されたハンセン病制圧のための非営利組織「ダミアン・ダットン協会」（Damien-Dutton Society For Leprosy Aid）は1953年にダミアン・ダットン賞（en:Damien-Dutton Award）を創設した。賞名の由来はダミアン神父と神父に仕えたジョゼフ・ダットンである。毎年ハンセン病治療に業績を上げた個人、団体に賞を授与する。
初代の受賞者は米国ルイジアナ州カービルの国立ハンセン病療養所で権利擁護運動を続けた患者のスタンレー・スタインであった。これまでの受賞者の中には「世界ハンセン病ディ」を提唱したジョン・F・ケネディ元米国大統領、障害を持つ世界中の貧しいハンセン病患者や貧しい人々のために活動したマザー・テレサらがいる。日本人または日本の団体の受賞歴は、1961年に光田健輔、1976年に義江義雄、2002年に湯浅洋、2008年に日本財団（笹川陽平会長）と笹川記念保健協力財団（日野原重明会長）がある。
一方、ハンセン病研究やハンセン病問題に対して大きな役割を果たしたファジェット、リドリー、ジョップリング、全療協などは受賞していない。この点から、やや恣意的な部分が多いという批判がある。

## 記念日

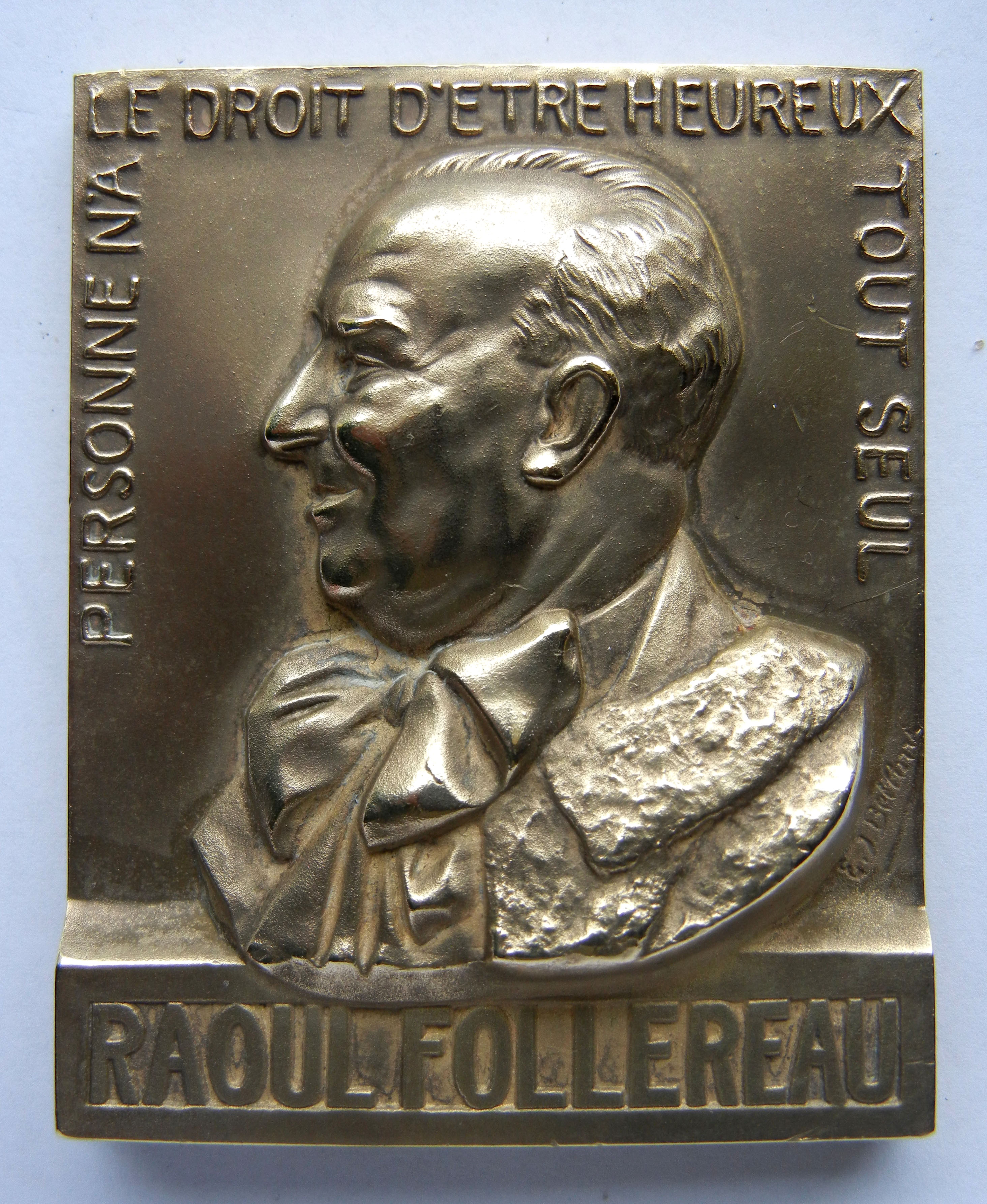
Raoul Follereau

世界ハンセン病デー
フランスの社会運動家であるラウル・フォレロー(Raoul Follereauが、Epiphany （公現祭―キリスト生誕の際に東方の3博士がBethlehemを訪れたのを記念する1月6日の祭日）ローマ字を入れる）が提唱した、毎年1月最終日曜日の「世界ハンセン病の日」には、世界各地でこの日を記念したハンセン病の活動が行われている。この日を選定した理由は、Epiphanyから3回目の日曜日には、ミサで主がらい患者を癒した、という聖書が読まれる日である。
最初の世界ハンセン病デーは、1954年1月31日で、36万のカトリック神父と数百万の信者が参加した。
ハンセン病を正しく理解する週間（日本）
「ハンセン病を正しく理解する週間」は、救らい事業に尽くした貞明皇后の誕生日である6月25日を含む1週間に設定されている。ハンセン病患者あるいは回復者に対して、差別や偏見のない社会を推進する目的である。
元々は1931年（昭和6年）に「癩予防ディ」と呼ばれ、ハンセン病患者の救済を名目に、無癩県運動と強制隔離政策を奨める、日本国政府のキャンペーンであった。1951年（昭和26年）に貞明皇后が崩御したのに伴い「救らいの日」に、1963年（昭和38年）に「らいを正しく理解する週間」に、1964年（昭和39年）に「ハンセン病を正しく理解する週間」に改称した。

## その他
乳幼児期に感染し、約30年の潜伏期間を経て発症したと見られる雌のチンパンジーの病例が報告されている。このチンパンジーは獅子様顔貌を呈しハンセン病と診断され多剤療法で完治した。

## 関連作品

### 文学
- ハルトマン・フォン・アウエ「哀れなハインリヒ」（1190年ごろ） - 癩病（ハンセン病）に冒された騎士が、彼を慕って命を奉げようと決意した敬虔な少女のおかげで、奇跡的に治癒する物語詩。
- グザヴィエ・ド・メーストル「アオスタ市の癩病者」（1811年） - アルプスの麓、アオスタの古城に隔離されて暮らす癩病（ハンセン病）患者と、遠征中に偶然アオスタを訪れた軍人との対話。作者自身の体験が元になっていると思われる。
- 仮名垣魯文「高橋阿伝夜叉譚」（1879年）、邦枝完二「お伝地獄」（1934年）など - 明治の毒婦と呼ばれた「高橋お伝」を題材とした作品。お伝の夫・浪之助はハンセン病を患っている。
- ルー・ウォーレス「ベン・ハー」（1880年） - 主人公ベン・ハーの母親と妹はハンセン病と思われる病気で「死の谷」に隔離された。
- 生田葵山「団扇太鼓」（1899年） - 主人公の宗太郎は、血統によって癩病（ハンセン病）に罹ったとされ、家族もろとも差別を受け、故郷を離れて巡礼者となる[103]。
- 北条民雄「いのちの初夜」（1936年） - 自身がハンセン病に罹患し収容されるまでの様子を描いている。当時は不治の病であった。絶望して自殺未遂し、「新しい人間」の誕生を渇望するところは感動的でさえある。
- 谷崎潤一郎「飈風」（1910年） - 主人公の画家・直彦は、吉原の芸者に入れあげるあまり衰弱してしまい、禁欲のため東北へ旅に出る。汽車の車中で癩病（ハンセン病）の兄妹を見つけ、直彦は親身になって世話するが、それは「娘の器量の人並み勝れて美しい事も、水々しい肉附きも、癩病と云う越ゆべからざる垣根のある爲に、安心して近寄ることが出来るように思われた」からであった。
- 松本清張「砂の器」（1961年） - 和賀英良は、ハンセン病の父を持った過去を必死に隠しながら音楽界の成功を目指していた。隔離政策による患者迫害が激しかったといわれる昭和10年代を作品の設定時期としている[104]。
- J・G・バラード「結晶世界」（1966年） - SF小説。アフリカのハンセン病病院の副院長が主人公となっている。
- 遠藤周作「わたしが・棄てた・女」（1963年） - ハンセン病を一部テーマに盛り込み、井深八重をモデルにしている。
- 鮎川哲也「偽りの墳墓」（1962年） - 長編推理小説。作品の主題ではないが、事件の捜査過程で上述の明石海人の句集が登場する。また探偵役の刑事が国立療養所を訪れ、職員からハンセン病治療の進歩と根強い誤解について語られる。
- 神谷美恵子「生きがいについて」（1966年）- 生きがいを奪われ、暗闇に陥った人がいかにして生きがいを見いだしていくか、がテーマ。著者の神谷美恵子はハンセン病関係に奉仕したいと願った人であり、療養所長島愛生園が契機となった。
- 三島由紀夫「癩王のテラス」（1969年） - 壮大なバイヨン寺院を建立したジャヤーヴァルマン7世を描いた戯曲。
- 松下竜一「檜の山のうたびと」（1974年） - 熊本の菊地恵桐園で生涯を終えたハンセン病のアララギ歌人・伊藤保を描いたノンフィクション小説。
- ジョン・アップダイク「ある癩病者の日記より」（1976年） - 「ザ・ニューヨーカー」誌に掲載された短編小説。アップダイクは生まれつき乾癬に悩まされており、皮膚の病による劣等感を創作活動に転化するという自身の経験を、ハンセン病の陶芸家を主人公にして描いている。
- ステファン・ドナルドソン「信ぜざる者コブナント」（1977年）- ハンセン病の主人公による異世界ファンタジー。
- 玉木愛子「この命ある限り」（1955年） - 自身がハンセン病に罹患した俳人による自伝。
- 栗本薫「グイン・サーガ」第1巻「豹頭の仮面」（1979年） - 作中に「癩病」に冒された伯爵が登場するが、その描写が本来の「癩病（ハンセン病）」のものとは著しく異なり、差別を助長しかねないとして、全国ハンセン病患者協議会から作者と出版社に抗議があり、のちに改訂された。「豹頭の仮面」改訂版発行の経緯を参照のこと。
- 島比呂志「奇妙な国」（1980年） - 療養所を小さな国とみなし、その国の奇妙な様態を風刺している。
- 浅田次郎「蒼穹の昴」（1996年） - 登場人物の一人の宦官が、ハンセン病に罹り王宮を追われるという経緯をもつ。
- ドリアン助川「あん」（2013年） - 主人公の千太郎が店長をしているどら焼き屋に、50年間あんを作り続けていたという老婆の徳江が訪ねてくる。千太郎は徳江を雇うが、かつて徳江がハンセン病の療養所にいたという噂が広まり、客足が途絶え、徳江は店を辞める。2015年に河瀨直美監督・樹木希林主演で映画化。
- ハンセン病文学全集 - 皓星社より2002年から刊行されている、ハンセン病患者らによる文芸作品集。

### 映画
- 麻瘋女 - 1939年、中国映画。監督：馬徐維邦、主演：梅熹、談瑛。清朝後期の中国の地方集落におけるハンセン病にまつわる迷信と風習を扱っている。ヒロインはハンセン病を発病する。
- 小島の春 - 1940年/東京発声映画製作所＝東宝 監督：豊田四郎、主演：夏川静江、菅井一郎、杉村春子 原作：小川正子『小島の春』、戦前に日本でハンセン病を題材にした映画。公開当時キネマ旬報ベストテン第1位に選出された。
- あつい壁 - 1970年 監督：中山節夫。昭和28年に熊本で起きた龍田寮事件と呼ばれたハンセン病への偏見と差別を告発した映画
- パピヨン - 1973年、アメリカ映画。
- 砂の器 - 1974年、監督：野村芳太郎。沈痛な表情を浮かべながら、シミのある土気色の顔、ボロボロの衣裳、ずれた軍手（歪んだ手）といった患者の描写は一種の典型となった。砂の器は何度も映像化されているが、原作と同じハンセン氏病が描かれた作品は現在まで本作のみである。キネマ旬報ベストテン第2位。
- もののけ姫 - 1997年の宮崎駿によるアニメ映画。タタラ場の奥にある庭で暮らすハンセン病患者が描かれた。宮崎はスタッフたちに、しばしば「全生園に行ってごらん。それまでの人生観が変わるから」と言っていたという[105]。キネマ旬報ベストテン第2位。
- 愛する -1997年/日活 監督：熊井啓、主演：酒井美紀 原作：遠藤周作『わたしが・棄てた・女』
- 新・あつい壁 - 2007年、監督：中山節夫。熊本で起きた藤本事件を題材にした映画
- ふたたび swing me again - 2010年 監督：塩谷俊、主演：鈴木亮平、財津一郎、陣内孝則、古手川祐子  原作：矢城潤 『ふたたび』宝島社文庫
- あん - 2015年 監督：河瀨直美、主演：樹木希林、永瀬正敏、内田伽羅  原作：ドリアン助川 『あん』ポプラ社

### 絵画
- 木曽街道六十九次之内：赤坂 - 歌川国芳[105]
- 一遍上人聖絵[105]
- 桜井哲夫 - 木下晋による鉛筆画シリーズ[105]

### 舞踊
- ムンドゥンイプクチュム（タルチュム）[106]